# Magenta (Italia)
Magenta (AFI: /maˈʤɛnta/; Magenta in dialetto milanese) è un comune italiano di 24 842 abitanti della città metropolitana di Milano in Lombardia. È capoluogo del territorio chiamato Magentino.
Nota per essere stata il primo tassello della storia dell'unificazione nazionale, ancora oggi Magenta è ricordata soprattutto per la famosa battaglia qui combattuta il 4 giugno 1859. Alla città di Magenta è inoltre legato il nome dell'omonimo colore primario.
Magenta ha antiche origini. Durante alcuni lavori agricoli nel 1884 venne scoperta casualmente un'antica necropoli celtica, da cui arrivano reperti quali tre frammenti di spade lateniane.

## Geografia fisica

### Territorio
Il territorio di Magenta confina a nord con Marcallo, a sud con il comune di Robecco sul Naviglio, ad ovest con il Piemonte attraverso la propria frazione di Ponte Vecchio. Fa inoltre parte del territorio del Parco del Ticino in Lombardia, confinante ad ovest col Piemonte, dal quale è separato dal fiume Ticino. Le formazioni boschive, particolarmente rigogliose nella fascia fluviale del territorio comunale, presentano una vegetazione sub-mediterranea, costituita da alberi d'alto fusto, cedui e cespugliati. La pianta più diffusa è indubbiamente la robinia, affiancata dalla quercia, nelle varietà del cerro e della farnia, oltre ad ontani, olmi, carpini, aceri e salici; il cespugliato ospita salici, pruni selvatici, biancospini e soprattutto sambuchi.
Il comune di Magenta comprende due frazioni, Ponte Nuovo e Ponte Vecchio, e parte della località di Preloreto.
Magenta dista circa 30 chilometri ad ovest dal capoluogo lombardo.

### Geologia e idrografia

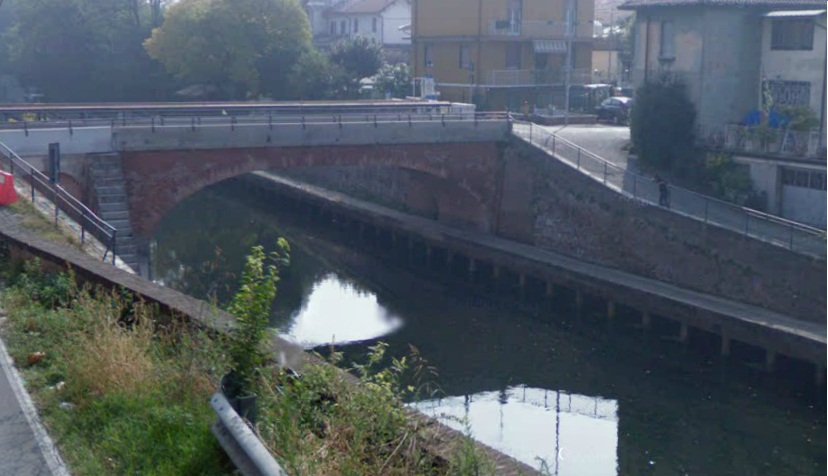
Il ponte di Pontevecchio, che consente ancora oggi l'attraversamento del Naviglio Grande dal territorio di Magenta

Il territorio del comune di Magenta è situato a 138 m s.l.m., mentre degrada di parecchi metri presso la vallata della frazione di Pontevecchio, ove il comune giunge a lambire le rive del fiume Ticino. Morfologicamente, il territorio magentino è caratterizzato da un ambiente pianeggiante tipico della pianura padana, prevalentemente adatto a boschi o coltivazioni tipiche delle colture asciutte.
A livello geologico, Magenta si trova posta all'interno di una pianura terrazzata formatasi dalla morfogenesi post-glaciale, con linee di paesaggio regolare, costituita prevalentemente da campi coltivati tipici della coltura asciutta. Il territorio è denominato scientificamente Diluvium recente ed è costituito da depositi alluvionali post-glaciali con le formazioni più diffuse costituite essenzialmente da alluvioni antiche che hanno sedimentato ghiaia o sabbia e che costituiscono il sistema di terrazzi sottostanti il livello medio della pianura. Gli strati alluvionali più recenti hanno invece sedimentato ghiaia, sabbia e limi; questi ultimi costituiscono nello specifico gli alvei abbandonati o attivi del corso del fiume Ticino. Essi si presentano dunque argillosi per un metro di spessore e di colore brunastro. Da un punto di vista agronomico, i terreni definiti argillosi e limosi sul territorio si presentano come poveri di scheletro, poco profondi, di difficile lavorazione ed a bassa fertilità naturale e pertanto solo la costante azione dell'uomo nei secoli attraverso bonifiche idrauliche e abbondanti concimazioni organiche hanno permesso di migliorare le capacità agronomiche di questi terreni. Generalmente i terreni del comune presentano caratteristiche omogenee nelle loro componenti.
Il territorio comunale è lambito dal Ticino ed è attraversato dal Naviglio Grande in località Pontevecchio e Pontenuovo. In tutto il comune di Magenta sono presenti 15 fontanili attivi.
È parte del Parco Agricolo Sud Milano.

### Sismologia
Dal punto di vista sismico Magenta presenta un rischio molto basso ed è stata classificata nella zona 4 (sismicità molto bassa) dalla protezione civile nazionale. Nella sua storia l'abitato ha percepito o ha risentito di tre terremoti di entità superiore a 5,5 ML: quello del 1117 (6,5 ML), quello del 1222 (6 ML) e quello del 1887 (6,3 ML).

### Clima
Il clima di Magenta è quello continentale, tipico delle pianure settentrionali italiane con inverni freddi e abbastanza rigidi con diverse giornate di gelo, col fenomeno della nebbia; le estati, che risentono di elevate temperature che possono superare i 30 °C, presentano una umidità che può raggiungere l'80% causando quel fenomeno di caldo umido comunemente chiamato "afa". L'umidità non è comunque presente solo d'estate, ma è molto elevata tutto l'anno. I dati provenienti dalla vicina stazione meteorologica di Milano Malpensa, ad ogni modo, indicano, in base alla media trentennale di riferimento (1961-1990) per l'Organizzazione Mondiale della Meteorologia, che la temperatura media del mese più freddo, gennaio, si attesta attorno a -4 °C; quella del mese più caldo, luglio, è appena sopra i +28 °C.
Il comune appartiene alla zona climatica E, 2532 GR/G. Magenta, come del resto gran parte dei comuni della Pianura Padana, soffre di scarsa ventilazione.
La piovosità si concentra principalmente in autunno e in primavera con un minimo relativo invernale e con una media annua superiore ai 1000 mm, con un minimo relativo invernale.
| Mese                        | Gen  | Feb  | Mar  | Apr  | Mag | Giu  | Lug  | Ago  | Set  | Ott  | Nov | Dic  | Anno  |
| --------------------------- | ---- | ---- | ---- | ---- | --- | ---- | ---- | ---- | ---- | ---- | --- | ---- | ----- |
| Temperatura max. media (°C) | 5    | 8    | 13   | 17   | 21  | 26   | 28   | 28   | 24   | 18   | 11  | 6    | 16.25 |
| Temperatura min. media (°C) | -3   | -2   | 2    | 5    | 10  | 13   | 15   | 15   | 12   | 7    | 2   | -2   | 6.16  |
| Piogge (mm)                 | 59   | 73   | 95   | 104  | 127 | 82   | 55   | 85   | 72   | 110  | 83  | 50   | 82.91 |
| Umidità relativa (%)        | 83   | 80   | 73   | 76   | 75  | 74   | 75   | 75   | 76   | 81   | 84  | 84   | 78    |
| Eliofania assoluta (ore)    | 2    | 3    | 5    | 6    | 7   | 8    | 9    | 8    | 6    | 4    | 2   | 2    | 5     |
| Venti (dir.-nodi)           | SW 4 | SW 4 | SW 4 | SW 4 | S 4 | SW 4 | SW 4 | SW 4 | SW 4 | SW 4 | N 4 | SW 4 | 4     |

## Origini del nome
Il toponimo Magenta è attestato fin dal XIII secolo nella forma Mazenta. Il Salvioni lo associò a maggenga, con cambio di suffisso, in riferimento alla produzione di fieno. L'Olivieri la mise invece in relazione al toscano Magento (nei dintorni di Montemurlo), da un nome di persona Maggente o Magentus (latino Magius), oppure al piemontese mazènt, da masentè, "fare il massaio di casa", derivato dal latino mānsum, "dimora" (cfr. magione e francese maison) o anche "luogo di sosta" prima di attraversare il confine naturale del Ticino. Secondo altre fonti il nome avrebbe radice celtica nella parola Mag che significava "plaga paludosa" e quindi questo potrebbe ricondurre il toponimo al periodo gallo-insubre. L'ipotesi tradizionale che il nome derivi dall'imperatore Massenzio è considerata paretimologica.

## Storia

### Dalle origini al Medioevo

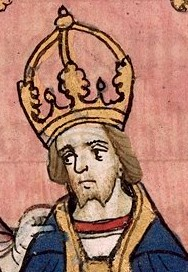
Arrigo VII, imperatore del Sacro Romano Impero, visitò Magenta nel 1310, elevandola a borgo e concedendole diritto di mercato settimanale

Le origini di un insediamento nel territorio di Magenta sono state confermate da ritrovamenti archeologici nell'area della Cascina Bergamasca, con il ritrovamento di fittili che risalgono al neolitico o all'inizio dell'età del bronzo (2500 a.C.).
Da Magenta, in epoca romana, passava la via delle Gallie, strada romana consolare fatta costruire da Augusto per collegare la Pianura Padana con la Gallia. L'origine dei primi insediamenti stabili in paese va probabilmente collocata attorno al V secolo a.C. quando alcune tribù di Galli Insubri stabilì un proprio villaggio nei pressi di un punto strategico non distante dal Ticino, nell'attuale frazione di Pontevecchio. Quando i Romani conquistarono il territorio nel 222 a.C., l'accampamento fortificato si trovava ad essere l'ultimo centro abitato prima del valico del fiume, in prossimità dell'allora vadum Tercantinum (Trecate). L'origine romana del primo centro abitato stabile di Magenta sembrerebbe essere comprovata da oggetti rinvenuti durante i lavori di scavo e dissodamento eseguiti nel 1896 in località Cascina Bovisa (frazione Ponte Vecchio) con anfore, urne cinerarie e monete coniate sotto Tiberio, con la presenza quindi anche di una necropoli. La tipologia di oggetti ritrovati e la presenza di metalli non lavorati lasciano presupporre che nell'area potesse avere sede anche una fucina per la produzione di armi in loco.
Dopo la parentesi delle invasioni barbariche, Magenta si trovò sotto il dominio longobardo e nel 569 subì come altri borghi nella zona il sacco di re Alboino, divenendo quindi dipendente dalla vicina Corbetta che svolgeva allora da centro essenziale per i vicini villaggi. Della signoria degli arcivescovi milanesi affermatasi nel X secolo dovette probabilmente risentire anche Magenta, anche se non ci è giunta alcuna traccia muraria della presenza di un castello, e solo studi successivi hanno fatto ritenere che una qualche fortificazione potesse situarsi presso l'area dell'attuale piazza Liberazione.
Nel 1162 la città venne saccheggiata da Federico Barbarossa e rasa al suolo come rappresaglia contro i ribelli comuni lombardi. Uno scenario analogo si ripropose nel 1356 quando le armate avverse ai Visconti, saccheggiarono il villaggio.
Da segnalare nel 1310 la presenza dell'imperatore Arrigo VII (personaggio citato anche da Dante Alighieri nella sua Divina Commedia) sul suolo magentino, bloccato con la moglie Margherita secondo la leggenda popolare da una tremenda nevicata mentre si recava a Milano; a seguito della grande ospitalità accordata all'imperatore dagli abitanti del luogo, egli innalzò il luogo alla dignità di borgo coi privilegi di godere di una guardia armata e di istituire un mercato che, dal 1787, si svolge puntualmente ogni lunedì.

### Dai Visconti alla dominazione spagnola

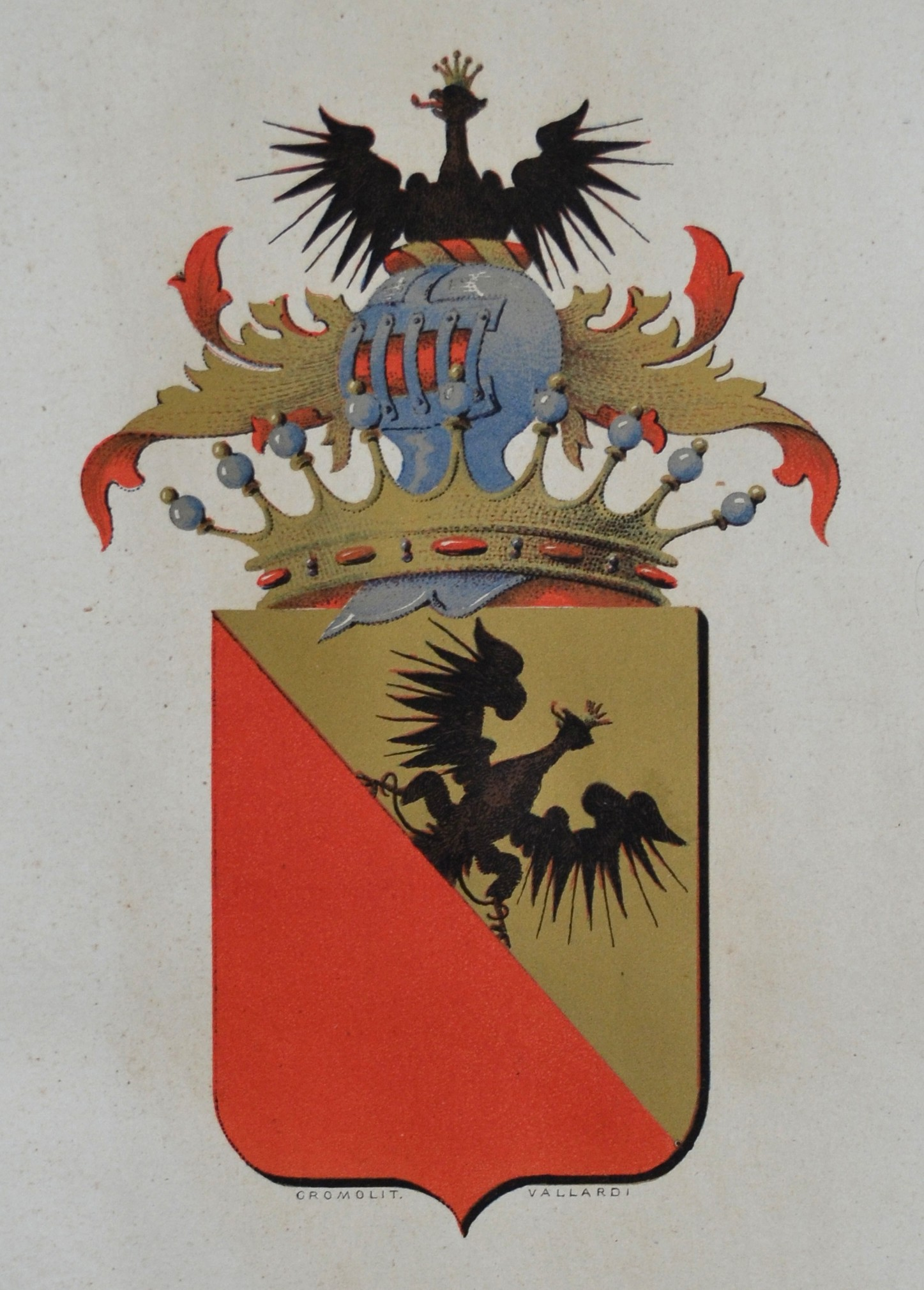
Stemma dei Melzi, conti feudatari di Magenta dal 1619

Entrata Magenta nell'orbita del ducato visconteo di Milano, nel 1356 la città venne invasa e saccheggiata dai nemici dei Visconti per la sua posizione strategica al confine.
Nel 1396 numerosi possedimenti terrieri della città furono donati da Gian Galeazzo Visconti ai monaci della Certosa di Pavia i quali si preoccuparono subito di migliorarne il rendimento agricolo e lo sfruttamento. Anche Filippo Maria Visconti beneficò il borgo dichiarandolo "comune privilegiato per l'esonero del pagamento della gabella del sale".
All'estinzione della casata dei Visconti, il borgo passò col resto del ducato di Milano dapprima agli Sforza e poi a Carlo V d'Asburgo: Magenta, nel 1619, divenne feudo del conte Luigi Melzi (già nel 1572 si ricorda un tentativo di concessione al giureconsulto milanese Guido Cusani, che però rifiutò infine la carica). Il territorio comunale era all'epoca stimato in 32.333 pertiche milanesi con una popolazione di 1400 "anime da comunione" e 300 focolari (famiglie).
Nel 1574 Enrico III di Francia, giunto in Italia col proprio seguito di cavalieri per la ratifica del trattato di Cateau-Cambrésis, fu ospite a Magenta per quattro giorni delle famiglie Crivelli e Mazenta, allora molto in auge. Fu memorabile in quell'occasione una partita di caccia al cinghiale svoltasi sulle boscose rive del Ticino (presso l'attuale riserva naturalistica La Fagiana)
Durante i secoli XVI e XVII, nel ducato di Milano imperversò la peste ed anche Magenta rimase colpita dall'epidemia, erigendo un proprio lazzaretto nella periferica località della campagna di Preloreto di Magenta, al confine con il comune di Corbetta.

### Dal dominio asburgico alla Magenta napoleonica
Nel 1706 il ducato di Milano passò nelle mani degli Asburgo d'Austria, che lo tennero sino al 1859.
Nel 1743, con solenne bolla pontificia, papa Benedetto XIV elevò la parrocchia di San Martino di Magenta a sede prepositurale non territoriale ed al titolo di collegiata con erezione di un capitolo minore composto da sei canonici, svincolandola così per sempre dalla giurisdizione plebana della vicina Corbetta da cui per secoli aveva dipeso. Nel 1786 Magenta fu inclusa nella provincia di Pavia e poi nel 1797 del dipartimento del Ticino.
Alla prima era napoleonica (1809) risale invece l'inizio della costruzione di un ponte a dodici arcate in granito rosa di Baveno ancora oggi esistente sul Ticino, eretto di comune accordo tra il governo asburgico in Lombardia e quello sabaudo in Piemonte. Su questo stesso ponte si svolsero alcuni brevi combattimenti all'indomani del crollo dell'impero napoleonico nel 1814.
Nel 1816, con la Restaurazione austriaca, venne di fatto soppresso il capitolo della collegiata, lasciando come puramente onorifica la prepositura. Per risollevare le sorti della chiesa magentina, così lungamente e duramente provata, il parroco di allora, don Ruscelli, ottenne da papa Pio VII (su interessamento della contessa Lomeni) di poter traslare a Magenta il corpo di Santa Crescenzia, una martire romana di soli sette anni sepolta nelle catacombe. Il corpo della santa giunse in città nel 1817 ed ancora oggi è conservato nella chiesa prepositurale.

### Dal Risorgimento al Novecento
A dispetto di quanto si prospettasse, la città venne inclusa dal governo austriaco nella provincia di Pavia del Regno Lombardo-Veneto, anziché in quella della vicina Milano con cui il borgo aveva rapporti economici e sociali da secoli.
Negli anni di questa battaglia fu scoperta una anilina di un colore rosso-violaceo. Il suo scopritore lo intitolò alla vittoria dei francesi, e lo chiamò appunto Magenta. Questo colore è oggi conosciuto in tutto il mondo come un colore primario della quadricromia.
L'area del magentino venne rivalutata dal 1836 quando, con la costruzione di una dogana sul fiume Ticino, in prossimità del ponte napoleonico, nacque l'agglomerato urbano di Ponte Nuovo che venne ad unirsi a Magenta. Fu questo uno dei periodi di rinascita del comune di Magenta che sostituì gradatamente ma progressivamente gran parte dell'agricoltura con le prime industrie tessili ed alimentari.
Nel 1848, nel corso della prima guerra d'indipendenza, Magenta venne occupata dalle truppe di Carlo Alberto di Savoia che si dirigevano su Milano, iniziativa a cui diede grande e personale slancio il sacerdote dell'epoca, don Giuseppe Rossi, che tenne nella pubblica piazza magentina un discorso per poi incamminarsi con altri abitanti del borgo alla volta di Porta Vercellina sotto la bandiera di Gabrio Casati.
Magenta è soprattutto nota per la famosa battaglia che qui ebbe luogo il 4 giugno 1859, durante la Seconda guerra d'indipendenza, combattuta tra i piemontesi e i loro alleati francesi contro l'esercito imperiale austriaco; fu vinta dai franco-piemontesi e aprì loro la strada alla conquista della Lombardia e l'avvio del processo di unificazione nazionale.
Alla fine del XIX secolo Magenta comprendeva già un ospedale locale costruito con la munificenza dei benefattori Giovanni Giacobbe e Giuseppe Fornaroli, a cui la struttura venne intitolata. Entrambi furono successivamente fondatori di ben due istituzioni per l'infanzia a favore della città ancora oggi operanti sul territorio.
Nel 1935 il paese venne visitato da Benito Mussolini nelle sue qualità di primo ministro, il quale si portò a Magenta per l'inaugurazione dello stabilimento locale della SNIA Viscosa, il 4 ottobre 1934. Tale azienda rappresenterà per i decenni successivi un punto di riferimento della produttività industriale nel magentino.
Durante la seconda guerra mondiale, nel periodo dell'occupazione tedesca (1943-45), la famiglia ebraica dei Molho trova rifugio dai rastrellamenti nazisti grazie all'aiuto ricevuto da un gruppo di dipendenti della loro azienda che per loro allestiranno una "casa segreta" al secondo piano della fabbrica, provvedendo alle loro necessità dai primi di marzo 1944 al 28 aprile 1945. Per questo Angelo Cerioli, Dina Cerioli, Antonio Garbini, Caterina Vaiani e Battista Magna ricevono l'onorificenza di Giusti tra le Nazioni dall'Istituto Yad Vashem.
Il 1947 vide Magenta elevata al rango di città, con decreto del capo dello stato Enrico De Nicola datato al 28 settembre, venendo incontro ad una richiesta avanzata dall'amministrazione comunale sin dal 1920.
Nel 1959 la città fu una delle sedi più prestigiose a livello nazionale per la celebrazione del I centenario della seconda guerra d'indipendenza italiana, con lo storico incontro in città tra il presidente della repubblica francese Charles De Gaulle, il presidente della repubblica italiana Giovanni Gronchi e l'arcivescovo di Milano Giovanni Battista Montini (poi papa Paolo VI). All'evento presenziarono tra gli altri il presidente del senato Cesare Merzagora, il presidente della camera Giovanni Leone ed i ministri Pella, Andreotti e Togni.

### Simboli
Stemma

Prima bandiera della città di Magenta, in uso fino agli anni '70

La descrizione araldica dello stemma è la seguente:

Lo stemma venne concesso con regio decreto del 28 maggio 1933. Esso deriva in sostanza da quello dell'antica e potente famiglia lombarda dei "da Mazenta" che ha tratto nome proprio da questa località dove vantava numerosi possedimenti, e dal quale lo stemma comunale differisce per il capo dell'impero contraddistinto dall'aquila nera su sfondo oro che rimanda ad uno stretto legame, come altri comuni nell'area, all'Impero ed indirettamente ricorda la concessione dello status di borgo voluta da Arrigo VII nel 1310.
Gonfalone
La descrizione araldica del gonfalone, concesso con D.P.R. del 7 aprile 1959, è la seguente:

Bandiera
La descrizione araldica della bandiera è la seguente:

Sino agli anni '70 era in uso un'altra bandiera per il comune di Magenta, così descritta araldicamente:

### Onorificenze

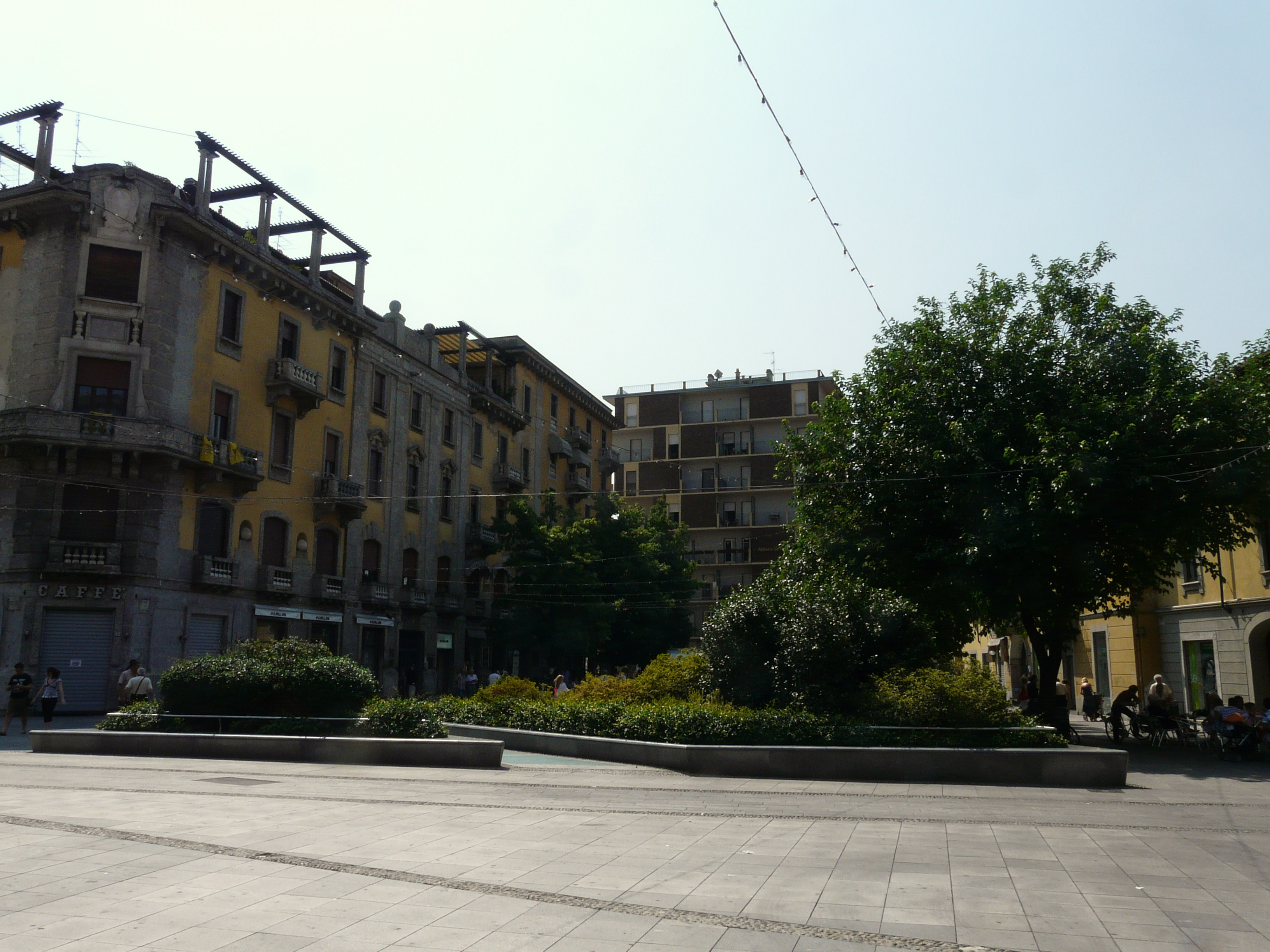
Piazza Liberazione

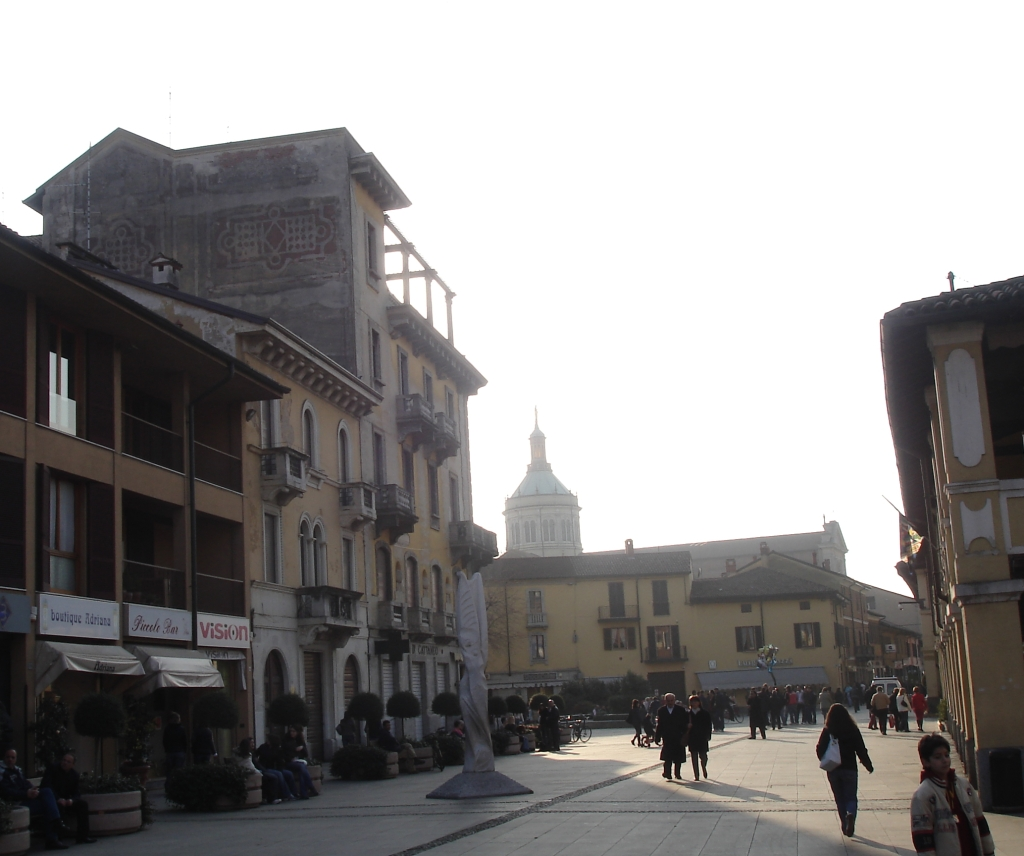
Altro scorcio di Piazza Liberazione

Durante la seconda guerra mondiale, nel periodo dell'occupazione tedesca e della Repubblica Sociale Italiana, la famiglia ebrea milanese dei Molho, proprietaria di una fabbrica di minuterie metalliche a Magenta, fu salvata dai propri dipendenti, membri delle famiglie Cerioli e Vaiani. Dapprima fu trovato un alloggio in una cascina isolata, quindi una stanza segreta fu ricavata nel vasto magazzino al primo piano della fabbrica, ove i Molho (genitori e due bambini) poterono rimanere nascosti fino alla Liberazione. Per questo loro impegno di solidarietà, il 22 dicembre 1997, l'Istituto Yad Vashem di Gerusalemme ha conferito l'alta onorificenza dei Giusti tra le Nazioni ad Angelo Cerioli, alla figlia Dina Cerioli, ai generi Antonio Garbini e Battista Magna e alla cognata Caterina Vaiani. La stessa onorificenza è stata concessa anche al vescovo magentino Francesco Bertoglio.

## Monumenti e luoghi d'interesse

### Architetture religiose

#### Basilica di San Martino

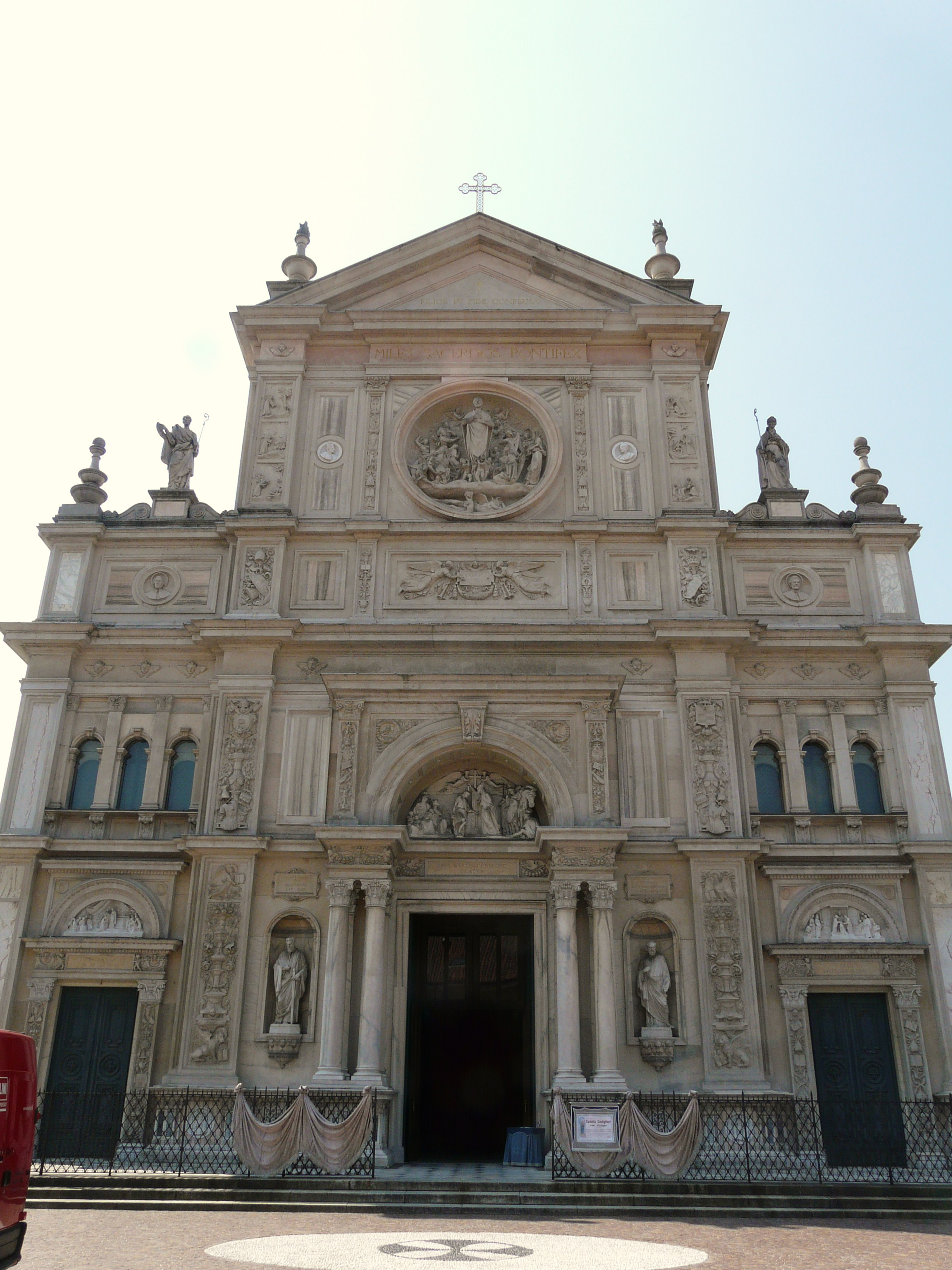
La facciata della basilica di San Martino

La basilica, costruita su idea del prevosto don Cesare Tragella e su progetto di Alfonso Parrocchetti, è la chiesa più ampia della diocesi dopo il duomo di Milano.
La prima pietra venne posata nel 1893 e i lavori di costruzione della struttura furono terminati nel 1901 e la monumentale opera venne consacrata il 24 ottobre 1903 dal cardinale arcivescovo Andrea Carlo Ferrari. Nel 1913 venne inaugurata dal Cardinale Ferrari la nuova torre campanaria, e venne dotata di otto campane; asportate dalla milizia fascista nel 1943, un nuovo concerto campanario venne restituito alla comunità il 12 ottobre 1947 in occasione dell'attribuzione del titolo di città a Magenta.
I lavori di costruzione della facciata, progettata dall'architetto Mariani, iniziarono nel 1932 e terminarono solo nel 1959 per le difficoltà economiche derivate dalla mancanza di fondi e dagli eventi bellici. La facciata venne inaugurata il 4 giugno dello stesso anno dall'Arcivescovo di Milano Giovanni Battista Montini; il 3 marzo 1948 arrivò il riconoscimento ecclesiastico da parte del papa Pio XII con l'elevazione della chiesa a Basilica minore.
L'ingresso centrale è dotato di un portale ad arco poggiante su quattro colonne in stile corinzio; nella lunetta che le sovrasta trova posto un bassorilievo raffigurante il battesimo di San Martino, mentre ai lati delle stesse sono collocate nelle rispettive nicchie le statue degli apostoli Pietro e Paolo.
Sopra il portale è scolpito il rosone raffigurante la glori del santo ed ai lati di questo sono presenti le statue dei vescovi milanesi S. Ambrogio e S. Carlo Borromeo. L'altare maggiore, progettato dall'architetto Parrocchetti, è un'importante opera realizzata con marmi policromi ed una mensa poggiante su quattro colonne di marmo bianco, tra le quali si trova un bassorilievo di metallo raffigurante l'ultima cena ed il ciborio, sormontato da una statua del Cristo risorto.
Tra i numerosi affreschi che arricchiscono la basilica, si ricordano quelli realizzati all'inizio del XX secolo dal professor Valtorta e dai suoi allievi. La cupola viene affrescata invece dal prof. Conconi di Como (nipote del celebre pittore omonimo) negli anni sessanta con profeti maggiori e minori e con i quattro evangelisti. All'ingresso della basilica, una pregevole opera dell'artigiano Corneo supporta l'antico organo realizzato dalla famiglia magentina dei Prestinari, inaugurato nel 1860 e trasferito nella nuova basilica nel 1902.
La Basilica possiede un concerto di 8 campane in La2 Maggiore, fuso nel 1964 da Paolo Capanni di Castelnovo ne' Monti (RE).

#### Santuario della Beata Vergine Assunta e Monastero dei Celestini

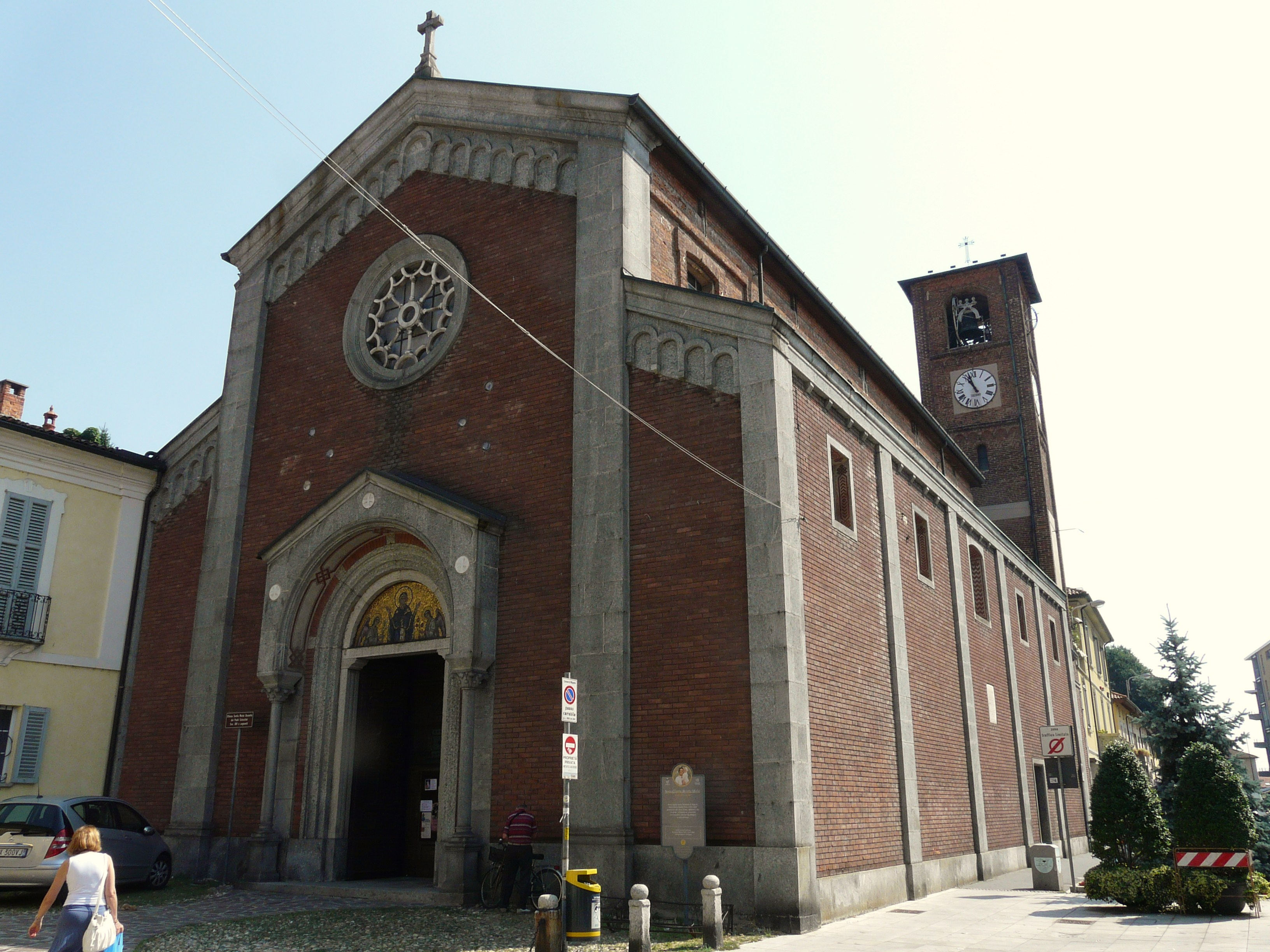
La chiesa della Beata Vergine Assunta

La data di fondazione del Monastero di Santa Maria Assunta dei Padri Celestini di Magenta, non è riportata in alcun documento archivistico, tuttavia la fondazione risalirebbe però al XIV secolo e due sono le notizie che lo fanno supporre: nel 1398 il Monastero è riportato tra le domus della Pieve di Corbetta come Ecclesia Sanctae Mariae Celestinorum de Mazenta. La costruzione del campanile, caratterizzato da una meridiana, risalirebbe invece alla fine del XV secolo. La volta dell'unica navata, crollata in parte nel 1937, è stata rifatta negli anni 1938-1939; la facciata è del 1938. La chiesa è famosa soprattutto per due tavole di Ambrogio da Fossano, detto il Bergognone, datate 1501 e conservate nella terza cappella a sinistra, entrando.
La chiesa possiede un concerto di 5 campane in Fa3 Maggiore, fuso nel 1951 da Carlo Ottolina di Seregno (MB).

#### Chiesa dei santi Rocco e Sebastiano

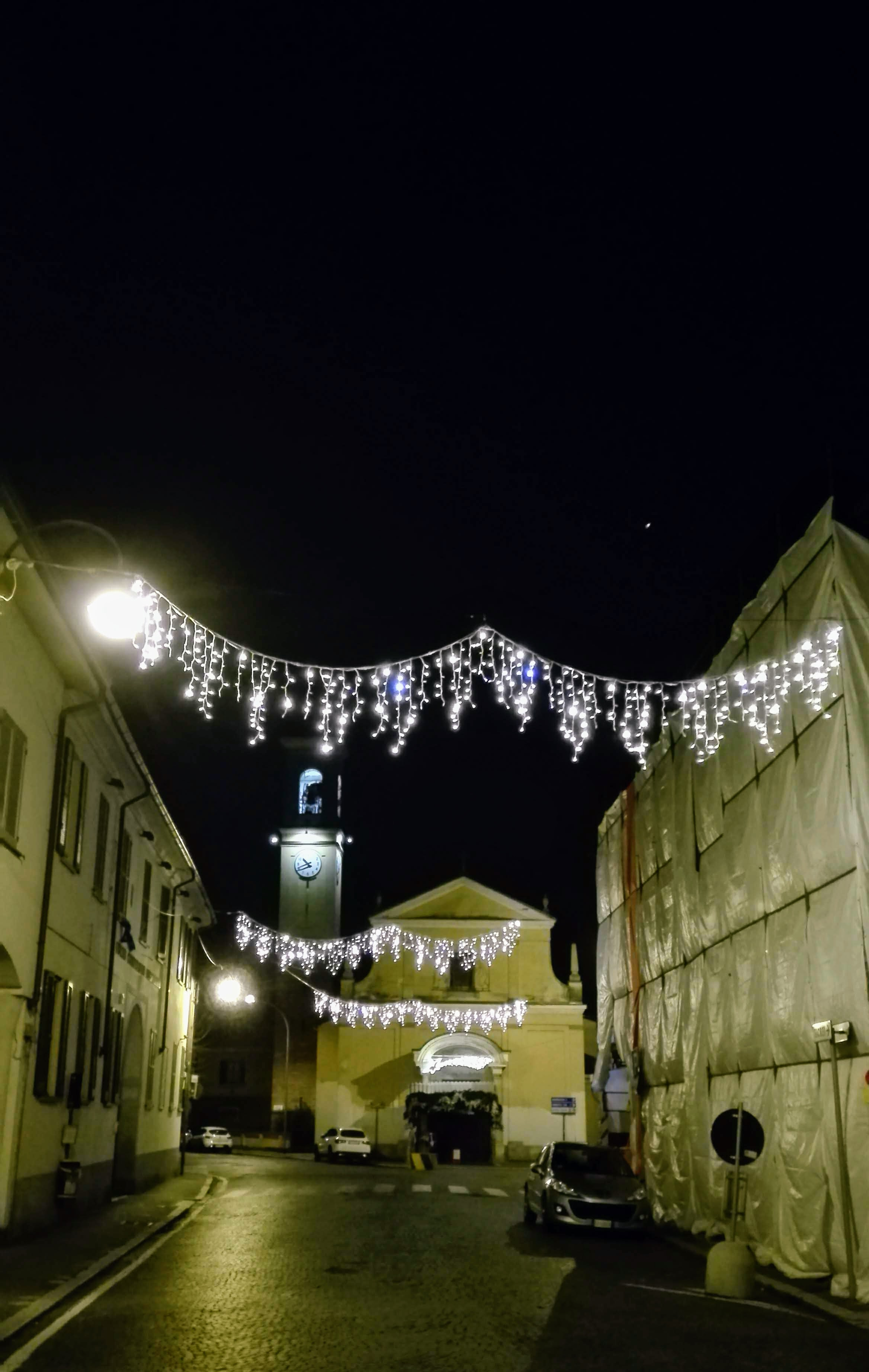
La chiesa di San Rocco di Magenta

Definita popolarmente "Chiesa di San Rocco", la sua origine risale alla seconda metà del XV secolo. La facciata, piuttosto semplice, è articolata verticalmente su tre piani e completata ai lati del timpano da due obelischi barocchi. La navata interna è coperta da una volta a botte, suddivisa in tre campate. Il secondo giorno del mese di settembre viene festeggiato il rione di S.Rocco, quartiere adiacente all'omonima Chiesa, mentre il 16 agosto si tiene la locale fiera dedicata al culto del Santo.
La chiesa possiede un concerto di 5 campane in Lab3 Maggiore, le cui tre maggiori sono state fuse nel 1953 da Roberto Mazzola di Valduggia (VC); mentre le due minori sono state aggiunte, sempre dal Mazzola, nel 1987.
Dal 2017 è divenuta sede anche della parrocchia ortodossa di San Nicola per la comunità ortodossa magentina.

#### Chiesa parrocchiale di San Giovanni Battista e San Girolamo Emiliani
Meglio conosciuta con il nome di "Chiesa di San Girolamo Emiliani", la struttura del tempio cristiano risale ad epoche moderne: la prima pietra dello stabile, venne posta il 29 giugno 1963 dal vicario episcopale mons. Giuseppe Schiavini e la struttura risultava già terminata nel 1965 quando il cardinale milanese Giovanni Colombo, il 10 settembre, la dedicò ai Santi Giovanni Battista e Girolamo Emiliani (patrono della congregazione dei Padri Somaschi), affidandone nel contempo la gestione proprio ai padri somaschi che già nella vicina Corbetta godevano di un radicato centro d'influenza. La chiesa venne ufficialmente consacrata solo il 28 settembre 1980 per mano del cardinale Carlo Maria Martini. La struttura interna, realizzata in grandi campate in cemento armato, si presenta ampia e spaziosa, caratterizzata da una grande navata centrale e da due piccole navate laterali, decorate con finestre dipinte con scene religiose.
La chiesa accoglie anche dodici grandi quadroni che rappresentano la vita di San Girolamo Emiliani. Sempre nell'arte pittorica, di dimensioni imponenti (quasi 8 metri di altezza) è il dipinto della Cena di Emmaus (Luca 24) che campeggia sopra l'altare maggiore. Sotto la Chiesa si trova l'Oratorio, che dal 2004 è inserito con gli altri oratori della Città nella Unità di Pastorale Giovanile di Magenta.

#### Chiesa parrocchiale della Sacra Famiglia
La chiesa della Sacra Famiglia, rappresenta un altro dei nuovi edifici di culto presenti in Magenta. La posa della prima pietra della cappella, avvenne il 10 maggio 1987 e lo stabile venne inaugurato al culto già il 29 ottobre 1988. La funzione del nuovo edificio era quella di sopperire alle esigenze spirituali del nuovo quartiere che proprio in quegli anni andava sorgendo nell'area. Attiguo alla chiesa è stato anche eretto un oratorio per i giovani del quartiere, dedicato al cardinale milanese Alfredo Ildefonso Schuster.
L'interno della chiesa presenta una struttura ad un'unica navata con soffitto a vela che culmina in un timpano sul quale si trova una finestra a croce che prende luce da un'apertura sovrastante. L'altare, in marmo, è posto in un presbiterio semicircolare sostenuto da colonne e corredato da una grande vetrata retrostante, gittante sul parco retrostante, caratterizzato dalla forte presenza di abeti.
Lungo le pareti della chiesa si trovano anche numerose vetrate policrome a soggetti sacri realizzate da artisti locali che danno ampia luce all'interno della struttura. Di fianco al portone d'ingresso si trova anche una piccola cappella dedicata appunto alla Sacra Famiglia dove trovano posto una statua di Gesù, una della Madonna e una di San Giuseppe.

#### Oratorio di San Biagio

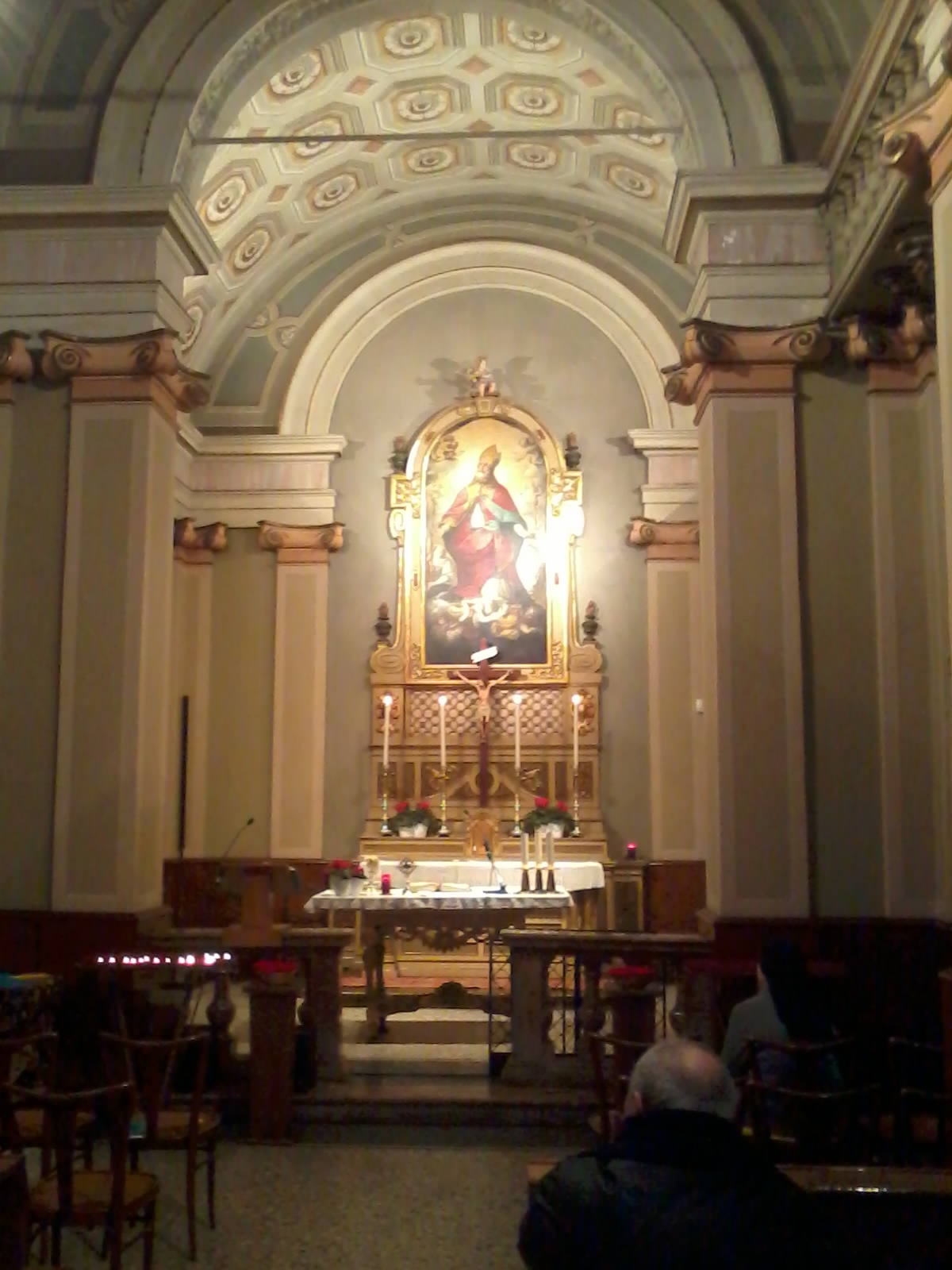
L'interno dell'oratorio di San Biagio

La chiesa viene citata già nel 1560 quando san Carlo Borromeo, in occasione di una sua visita pastorale nella parrocchia di Magenta (allora parte della Pieve di Corbetta), denunciò lo stato di abbandono in cui vessava un antico oratorio dedicato a san Biagio, ormai ridotta ad un altare ligneo improvvisato ed alla totale mancanza di pavimento sostituito con terra battuta. Nel 1601, dopo la visita del vicario generale dell'arcidiocesi di Milano che aveva constatato come la chiesa fosse ancora in pessime condizioni, venne dato l'ultimatum per demolirla oppure restaurarla e restituirla al culto dei magentini.
La situazione dell'oratorio "campestre" peggiorò negli anni seguenti ma la struttura rimase in piedi sino al 1636 quando l'oratorio viene nuovamente riedificato a spese dell'Abate Faustino Mazenta, che aveva incaricato del restauro il "Mastro di Muro" Giuseppe Chiovetta (l'evento è ancora oggi ricordato da una lapide interna). L'opera di restauro e la costruzione di una sagrestia, sono ampiamente elogiati in una visita pastorale del 1644. In questa occasione vengono menzionate due tavole di Melchiorre Gherardini ancora oggi presenti nell'oratorio.
La chiesa di San Biagio non subisce alcun mutamento architettonico sino al 1879, anno in cui il marchese Giuseppe Mazenta, morendo, lascia in eredità sia la chiesa che l'edificio del cappellano con annesso giardino all'Ordine delle Figlie della Carità Canossiana, affinché vi possano edificare un convento. Si deve all'iniziativa di questo ordine l'attuale conservazione dell'edificio, come pure la conservazione dell'antica tradizione di esporre al bacio dei fedeli le reliquie del santo.

#### Cappella "Regina dei Martiri" dell'Istituto delle Madri Canossiane

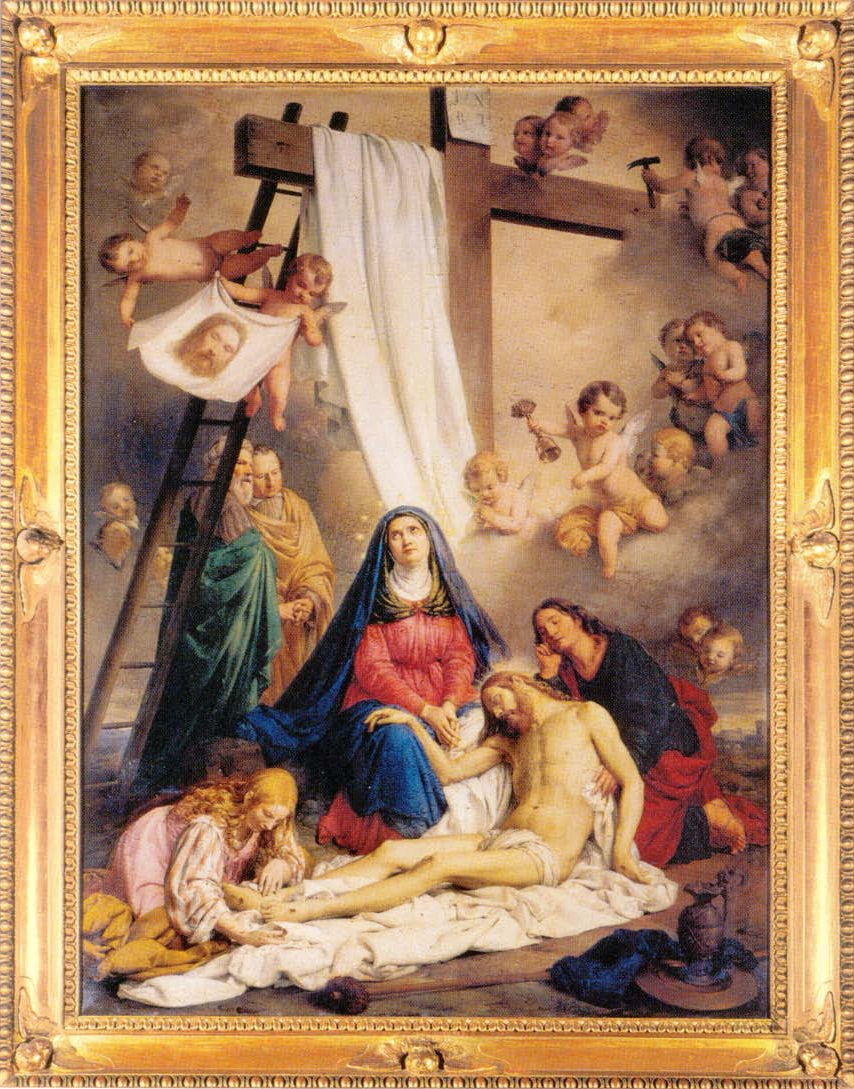
La "Deposizione" di Angelo Inganni presente sull'altare maggiore della cappella dell'Istituto delle Madri Canossiane di Magenta.

La cappella dell'Istituto delle Madri Canossiane, dedicata a Maria col titolo di Regina dei Martiri, venne realizzata nell'ultimo quarto del XIX secolo, e cioè quando venne eretto l'istituto delle Madri Canossiane con un lascito da parte del marchese Mazenta, per dare maggior spazio alle monache ed alle alunne dell'istituto per la celebrazione della messa quotidiana. La cappella venne inaugurata il 28 ottobre 1884 e concepita, almeno in origine, come un luogo dal quale le madri canossiano potessero assistere alla messa celebrata nell'attigua chiesa di San Biagio attraverso una grata. Solo successivamente i due ambienti vennero definitivamente separati.
L'oratorio, ricavato all'interno dello stesso istituto, dietro la cappella di San Biagio, ha forme semplici con decorazioni dai colori sfumati. L'altare maggiore è occupato da una pala d'altare che presenta una Deposizione di Angelo Inganni eseguita nel 1849.

#### Oratorio di San Francesco
Ubicato attualmente all'interno di un cortile dell'odierna via Roma, l'oratorio dedicato a san Francesco venne fatto edificare a partire dal 1662 su iniziativa del parroco don Francesco Pusterla e su progetto dell'architetto Pietro Giorgio Rossone. Da una visita pastorale del 1706, l'edificio risultava di forma quadrata, con un pavimento in laterizi e un soffitto voltato. Accanto all'oratorio si trovava un piccolo campanile a una sola campana e la casa del fondatore. Alla morte del fondatore della cappella, come precisato da lui stesso nel suo lascito testamentario, l'eredità e l'onere di gestire la conduzione della chiesa sarebbe spettata ai suoi nipoti della famiglia Monti ed all'estinzione della loro linea si sarebbe dovuto provvedere alla nomina di un cappellano. La situazione rimase tale sino all'estinzione, nel 1857, dell'ultimo degli eredi della famiglia Monti, a seguito della quale si accese una lite per il possesso della cappellania e dei benefici ad essa collegati che venne infine assegnata alla famiglia Bertoglio sino al 1870 quando passò alla famiglia Crivelli. Attualmente, l'oratorio rimane di proprietà privata.
Architettonicamente, la struttura è rimasta immutata dal XVII secolo: l'altare, addossato al muro del presbiterio, presenta ai lati due finestrelle con archi a sesto acuto che si affacciano sul giardino che un tempo era di proprietà della famiglia Pusterla. Sopra la mensa, si trova un quadro seicentesco raffigurante una "Madonna con bambino e san Francesco d'Assisi". Il presbiterio è separato dalla navata da una balaustra in marmo rosso con intarsi di marmo nero. Nella cappella si trova anche un ritratto del fondatore, ascrivibile al XVII secolo.

### Architetture civili

#### Palazzo Crivelli Pecchio Martinoni (Municipio)

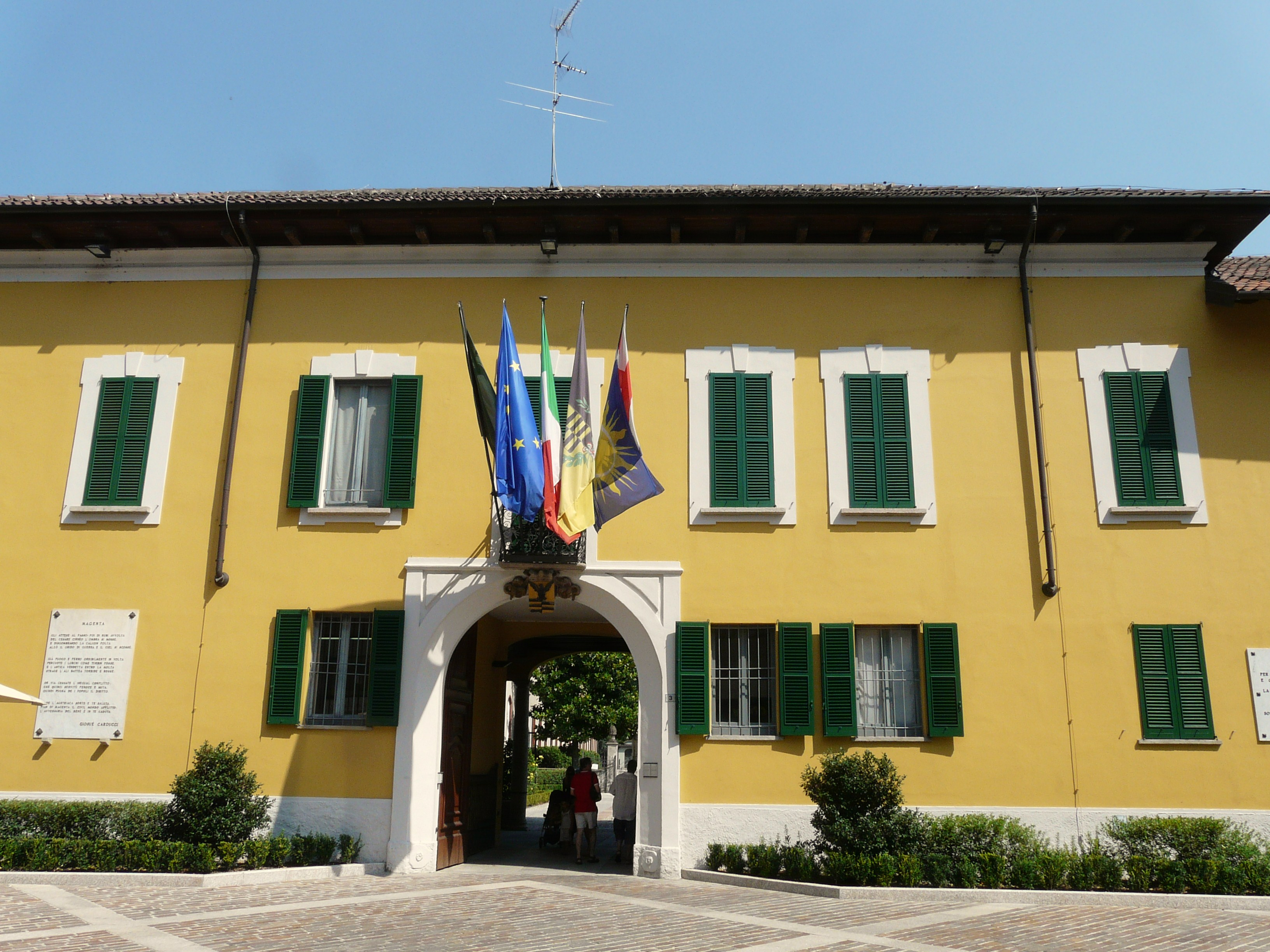
Palazzo Crivelli Pecchio Martinoni, attuale municipio di Magenta

Il Palazzo Crivelli Pecchio Martinoni è oggi uno degli esempi di palazzo cittadino conservati nel pieno centro della città. Attualmente occupato dagli uffici comunali, esso conserva la tipica struttura a "U" che rappresenta la parte più antica del complesso degli uffici, che è ubicata tra piazza Formenti, via IV giugno e via Volta, risalente alla prima metà del XVII secolo.
Nel 1701 si sa che la casa fu portata in dote dall'ultima discendente della famiglia magentina dei Crivelli, al marito il conte Pecchio. La casa passò successivamente (1783) alla famiglia Martignoni che la vendette all'amministrazione comunale di Magenta nel 1898, dopo aver saputo che quest'ultima era alla ricerca di un luogo adeguato ove trasferire il municipio cittadino.

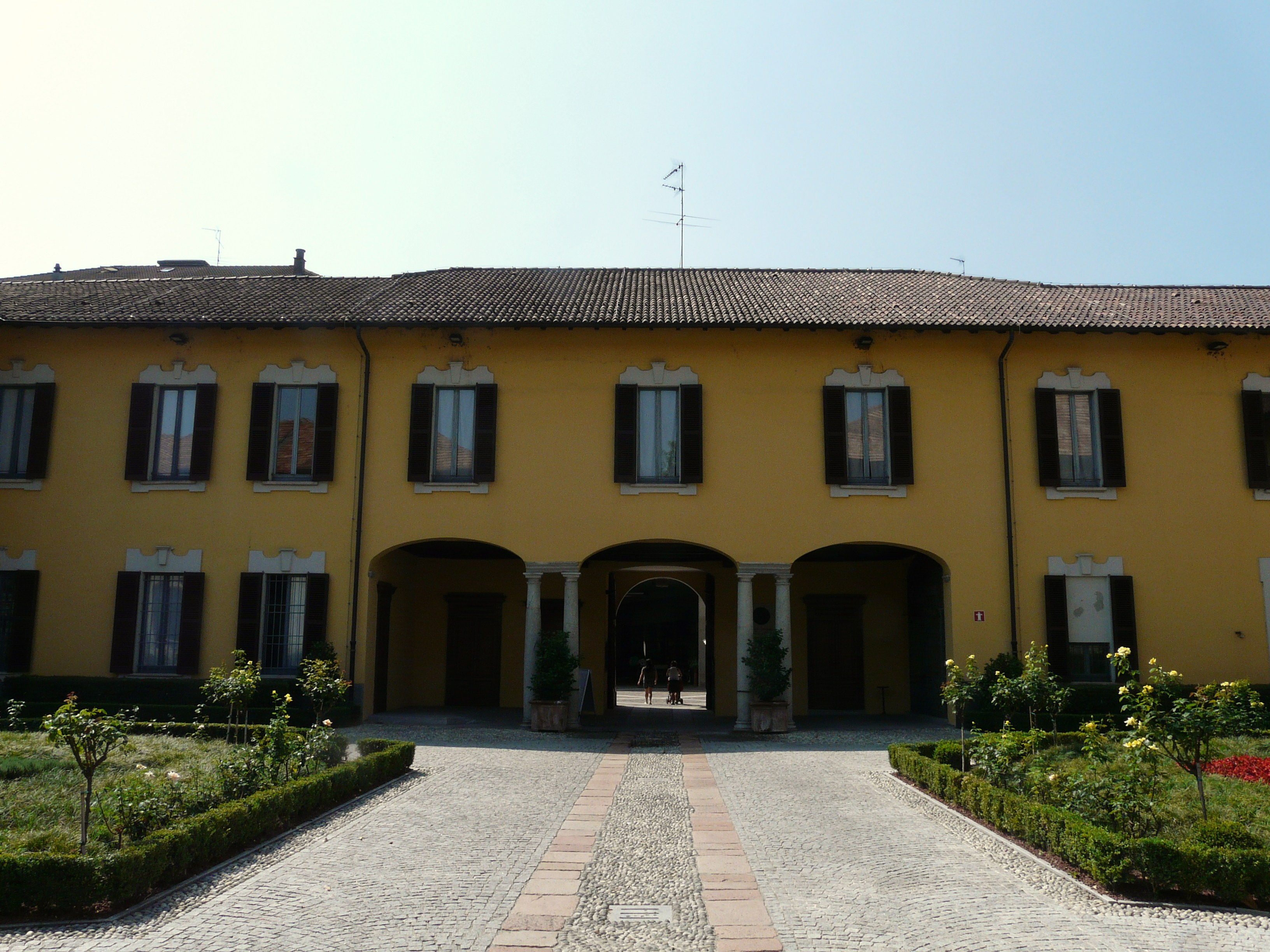
La facciata sul giardino interno

Gli stabili vennero in quell'epoca suddivisi con due destinazioni diverse: l'antica filanda annessa alla casa divenne sede di una Scuola Elementare (rimasta attiva sino al 1983 ed oggi sostituita dal Liceo classico, linguistico, scienze umane e musicale "S. Quasimodo"), mentre il palazzo vero e proprio venne riservato a sede del Comune di Magenta.
L'area antistante il palazzo comunale, è stata trasformata nel 2009 in un grande "salotto all'aperto" con l'apposizione di una nuova pavimentazione piastrellata con molte piante e panchine, il che ha consentito di rivalutare l'area come luogo d'incontro della popolazione magentina.

#### Villa Crivelli Boisio Beretta
Edificata nel XV secolo nel suo nucleo originario, è uno dei più significativi esempi di casa nobiliare di Magenta. Sebbene modificata parzialmente nel corso del Settecento, la costruzione conserva alcuni tratti tipici dell'architettura rinascimentale come le monofore in cotto, il rivestimento murario losangato e una bellissima cappa di camino sporgente (una delle poche rimaste originali; un altro raro esempio lo si può ammirare nella vicina città di Corbetta nella Villa Pisani Dossi). La casa è stata completamente ristrutturata nel 1976. Sorge in Via Mazzini.

#### Palazzo Morandi
Edificato nella seconda metà del XVIII secolo, palazzo Morandi è costituito dal tipico schema a corte con una facciata barocca movimentata dalla presenza di finestre e balconi in stile che danno sull'antistante Via Garibaldi. Curiosa è l'area del portone che viene sovente ricordata per la presenza di ricche stuccature tipiche del barocchetto, decorate con colori brillanti che sono stati ritrovati sotto le successive ridipitture in occasione dei recenti restauri che hanno interessato la struttura.

#### Casa Passoni

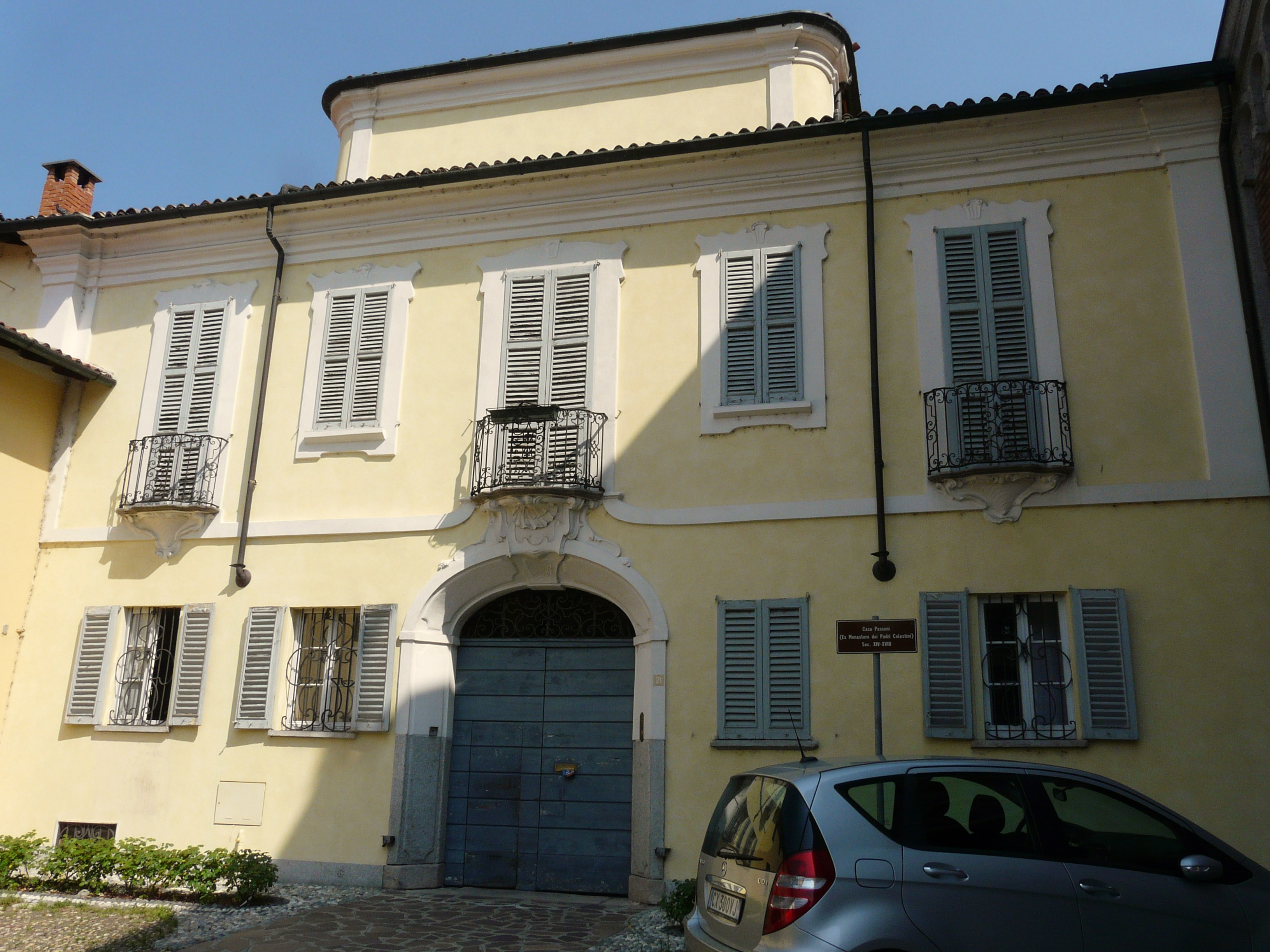
Casa Passoni, ex monastero dei Padri Celestini

L'attuale edificio di Casa Passoni, edificato a partire dal XIV secolo, è una mutata testimonianza di quella che doveva la residenza della locale comunità dei Padri Celestini a Magenta, proprio di fianco alla chiesa dell'Assunta da loro fatta erigere nel medesimo periodo.
La palazzina, che oggi ha perduto completamente l'aspetto trecentesco, è stata fortemente alterata a partire dal Settecento quando è divenuta abitazione privata. Essa è contraddistinta da una planimetria pressoché lineare, di due piani fuori terra, con un corpo sopralzate al centro. È a corpo doppio con muratura portante in mattoni pieni intonacata. Al piano terra l'ampio portone dà accesso ad un portico sul giardino a tre fornici con coperture in cotto.

#### Villa Melzi
Il nucleo principale della villa risale al XVI secolo e la struttura venne edificata per volere della famiglia Melzi d'Eril, conti di Magenta che divennero feudatari di questo borgo. La villa venne mantenuta come sede principale della famiglia essenzialmente sino alla fine del XVIII secolo quando Francesco III Melzi d'Eril, IX conte di Magenta, divenuto dapprima presidente della Repubblica Cisalpina e poi fervido sostenitore di Napoleone in Italia non ottenne anche il ducato di Lodi, il che pose il suo interesse verso altri centri della politica lombarda. La struttura sorge in Via Roma.

#### Villa Naj-Oleari

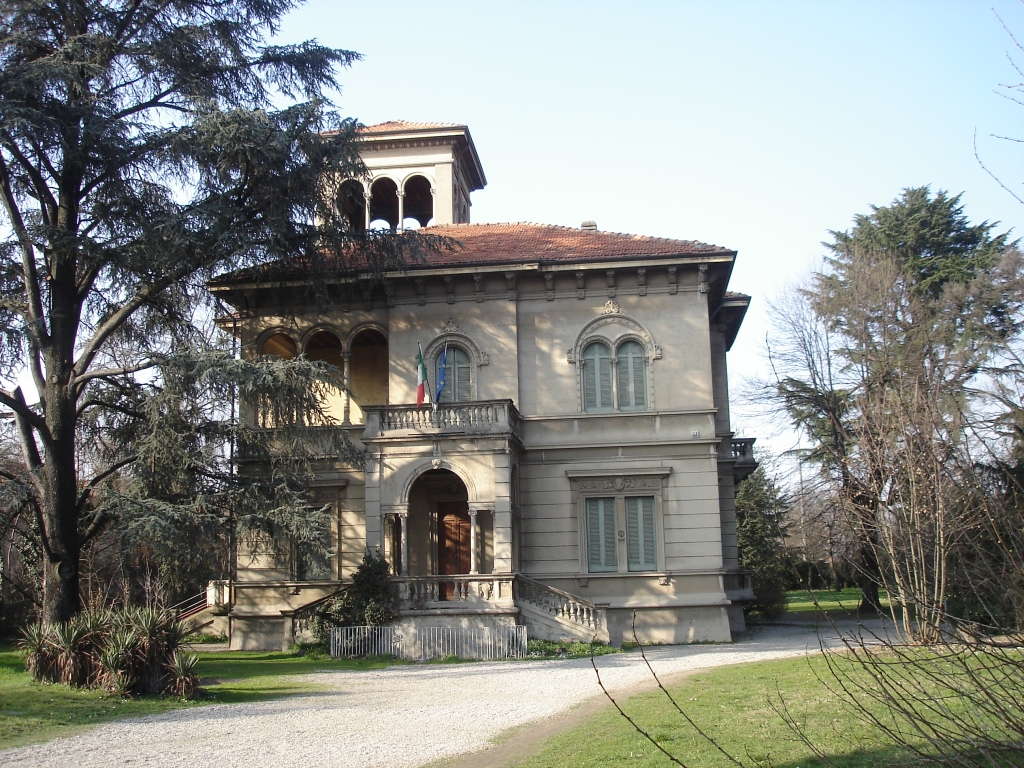
Villa Naj-Oleari, oggi sede delle associazioni culturali di Magenta

Villa Naj-Oleari venne costruita tra il 1897 ed il 1902 come abitazione per la famiglia Naj-Oleari, proprietaria dell'omonimo stabilimento tessile che aveva sede a Magenta, nei pressi della villa stessa.
Il complesso residenziale, secondo lo schema primo novecentesco, consisteva in una struttura a villino di forme classiche neorinascimentali, in pietra, con torretta belvedere, affrescato al suo interno ed immerso in un grande parco, dedicato nel 150° della battaglia di Magenta, all'unità d'Italia. Davanti all'ingresso della villa, è stata posta in quell'occasione una fontana a raso pavimento e una recinzione in vetro moderna.
Donata al comune di Magenta, la villa è stata sede della biblioteca comunale ed oggi è utilizzata come sede della Proloco e delle associazioni culturali cittadine.
La villa, annualmente, il giorno prima della ricostruzione storica che commemora la Battaglia di Magenta, ospita l'allestimento degli accampamenti dei figuranti in uniforme.

#### Casa Giacobbe

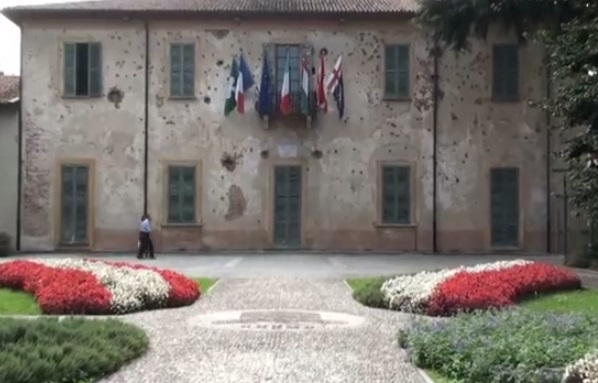
La storica facciata di Casa Giacobbe crivellata dei colpi della Battaglia di Magenta.

Le prime notizie della villa risalgono al 1664 quando l'edificio, già di proprietà della famiglia Borri di Corbetta, fu ipotecato a favore di Clara Pedra Borgazzi a garanzia dei numerosi debiti che Francesco Borri aveva contratto nei confronti della nobildonna milanese. Nel 1690 Maddalena Borri, erede di Francesco, cedeva definitivamente la proprietà a Carlo Domenico Borgazzi, figlio ed erede di Clara Petra, assieme ad altri beni al fine di estinguere il debito accumulato dal padre.
L'edificio, disposto su due piani, si articolava su più corpi di fabbrica.
Nel 1723, in occasione del catasto voluto da Carlo VI, fu stesa la prima carta catastale di Magenta dove già risultava chiaramente la costruzione.
Personaggio di spicco che abitò la villa fu donna Maria Porro Lambertenghi, moglie di Giovanni Giacobbe (padre), figlia del marchese Giberto Porro Lambertenghi che ebbe come precettore Silvio Pellico.
Quartier generale austriaco durante la battaglia del 1859 venne assaltata dai franco - piemontesi nel tentativo di scuotere il comando avversario. Mentre tutta la villa è stata recentemente ristrutturata, la facciata sul giardino, conserva infatti ancora oggi i fori dei proiettili e delle cannonate dello scontro. La villa è stata decorata dal pittore Giacomo Campi e contiene pregevoli lavori.
Nel 1935 la villa fu acquistata da comune e nello stesso anno vennero abbattuti i corpi di fabbrica adiacenti alla via 4 giugno e l'ala anticamente occupata dal torchio. Di quest'ultima fu risparmiata solo la bassa parete con l'ampia arcata attraverso la quale si accedeva ad una palestra coperta per i balilla, costruita dal 1936.
La villa è attualmente sede delle associazioni storiche magentine, apprezzato centro e motore delle iniziative culturali della città.

#### Casa Boffi Pirogalli
Sita in via Garibaldi al n.91, la struttura ha origini piuttosto antiche. Di certo, si sa che tra il XVI ed il XVII secolo essa era compresa entro le proprietà della famiglia Medici, i quali successivamente la vendettero ad altri proprietari, sin quando non vi si instaurò nel 1908 il Forno Cooperativo Ambrosiano, centro direzionale dei lavori agricoli dell'area.

#### Casa Spreafico Martinoni
La cosiddetta Casa Spreafico Martinoni consiste in un complesso di tre edifici cinquecenteschi situati in via Garibaldi che, in tempi diversi, vennero acquistati dalle famiglie Spreafico e Martinoni. La struttura originaria è stata ad oggi parzialmente variata dalle aggiunte ottocentesche.
Casa Croce Piazza Lombardi
Sita anch'essa in via Garibaldi, la Casa Croce Piazza Lombardi venne edificata nel XVII secolo e successivamente ampliata col passare dei secoli. Variazioni significative provengono alla struttura dal XIX secolo quando la famiglia Frigerio, proprietaria degli stabili, adibisce alcuni locali rustici interni alla produzione della seta attraverso l'allevamento dei bachi da seta, avviando una produzione familiare.

#### Casa Beretta
L'edificio, ubicato in via Roma, n. 18, ha una pianta rimasta pressoché identica all'originale, risalente con tutta probabilità al Seicento. L'edificio è stato per generazioni la residenza della famiglia di Santa Gianna Beretta Molla.

#### Casa Miramonti
Di Casa Miramonti, si sa che nel XVII lo stabile era compreso nelle proprietà della famiglia Crivelli (e spettava come diritto al beneficiario dell'Abbazia di Santa Maria della Pace di Milano). La famiglia Miramonti acquistò lo stabile nel XVIII secolo nel 1700 trasformandone i locali rustici in locali d'abitazione. La casa si trova in piazza Parmigiani, tra via Pretorio (la cosiddetta piasa di püj) e via Manzoni.

#### Casa Albasino
La costruzione risale al XVII secolo e la denominazione di Casa Albasino gli pervenne nel 1713 quando i proprietari dello stabile, la famiglia De Zecchi, lasciò in eredità la proprietà alla famiglia Albasino, che successivamente frazionò la proprietà per esigenze d'eredità. Una parte dell'abitazione signorile è stata recentemente ristrutturata.

#### Casa De Ambrosis
Il complesso di Casa De Ambrosis, consiste in un blocco di due edifici situati lungo la via Garibaldi ed acquistati nel 1704 dal nobile Francesco Antonio De Ambrosis che si preoccupò non solo di ampliare le strutture, ma anche di adornarle con elementi strutturali e decorativi. Malgrado questo, l'aspetto attuale ha risentito degli influssi di ristrutturazione ottocenteschi.

#### Casa Crivelli Redenaschi Brocca

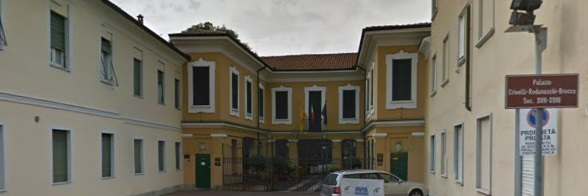
Casa Crivelli Redenaschi Brocca con l'antistante piazzale

Edificata con tutta probabilità nel Settecento, divenne la sede principale delle abitazioni dei Crivelli prima e dei Redenaschi poi.
Nel XIX secolo subì i mutamenti più radicali che fecero divenire lo stabile una vera e propria villa residenziale. In questa fase la palazzina fu in tutto e per tutto dei gioiellieri e commercianti Brocca di Milano, che risiedettero in questo luogo in maniera sporadica nei primi del 1800, destinando lo spazio soprattutto a residenza estiva ed a ricovero per artisti come il catalano Pelegrin Clavé y Roque, o Eugenio Landesio e Giuseppe Molteni, pittore quest'ultimo che venne proprio "lanciato" dai Brocca stessi nel mondo dell'arte.
La villa fu sede di molti eventi pubblici da quando un Brocca divenne sindaco di Magenta, come ad esempio il banchetto/rinfresco del 1895 in occasione dell'inaugurazione del monumento a Mac Mahon, o ancora la festa per il passaggio nel 1910 della pioniera dell'auto Harriet White Fisher (impegnata in un giro del mondo in automobile). Nel 1950 lo stabile fu venduto, lottizzato ed in parte acquistato dal Comune di Magenta. Attualmente la casa è sede dell'AVIS cittadina e di altre associazioni di volontariato del territorio, oltre che di un asilo nido.

#### Casa Monti
Col nome di Casa Monti, si identificano oggi una serie di edifici collocati lungo via 4 giugno, all'angolo con Piazza Liberazione e via Roma. Questi stabili vennero edificate nella prima metà del XVIII secolo e vennero istituite come beneficio della chiesa milanese di San Francesco, divenendo in seguito proprietà della famiglia Monti. All'interno del complesso si trova ancora oggi la base di una cappella che un tempo ivi sorgeva, dedicata a San Francesco.

#### Casa del Monastero dei Santi Cosma e Damiano
Come indica il nome stesso, questa abitazione sita in via 4 giugno, era un tempo di proprietà del Monastero dei Santi Cosma e Damiano alla Scala, che sorgeva a Milano, nei pressi dell'area dell'attuale teatro omonimo. A partire dal 1750 la parte inferiore dell'abitazione divenne abitazione privata, mentre la loggia venne murata per ricavarne altri locali d'abitazione.

#### Villa Stoppa-Colombo
Villa Stoppa-Colombo (detta semplicemente Villa Colombo) è un villino costruito nella prima metà del XX secolo, presso la stazione ferroviaria.
La struttura si presenta come un corpo centrale sviluppato su tre piani e munito di torretta belvedere corredata da trifore.
Il complesso è inserito all'interno di una vasta cornice di verde pubblico che oggi è stato adibito a parco per la cittadinanza.
La villa venne eretta per volere della famiglia Stoppa, commerciante locale, e poi donata al comune di Magenta nel 1997 dalla signora Stoppa al fine di erigervi un asilo comunale per il quartiere (progetto in seguito decaduto).
Oggi il villino, gestito dall'Associazione Grisù, è sede di numerose associazioni come l'Associazione Nazionale Carabinieri, l'Associazione Culturale "Ragazzi di Magenta" e del Gruppo Scout Magenta 1°, oltre ad essere sovente sede di mostre e convegni.

### Altro
Ossario e monumento alla Battaglia di Magenta

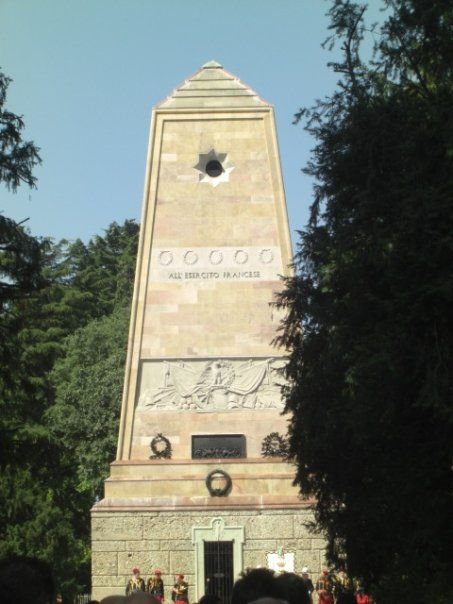
L'ossario della Battaglia di Magenta

Non lontano dalla linea ferroviaria Milano-Torino, si trova un sacrario dedicato ai caduti della battaglia di Magenta, scontro armato avvenuto il 4 giugno 1859 durante la seconda guerra d'indipendenza italiana.
La struttura, costruita in un grande parco, è costituita da un massiccio obelisco alto 35 metri e largo 8 alla base. È composta da quattro facciate uguali guardanti i quattro punti cardinali. L'architetto fu il milanese Giovanni Brocca. I lavori, cominciati nel 1861, vennero terminati nel 1872 quando tutte le ossa dei combattenti sparse lungo l'alzata della ferrovia, vennero raccolte e collocate nel sotterraneo del monumento. Una gradinata in pietra beola conduce alle porte d'ingresso: la base è di pietra greggia di Moltrasio, detta nobile, mentre il corpo dell'obelisco è rivestito di pietra d'Angera, una varietà giallognola. Gli stipiti delle porte e le finestre e dei bassorilievi sono in pietra di Viggiù. Su ogni facciata il primo bassorilievo presenta emblemi militari, il secondo cinque corone d'alloro con le iscrizioni:
- All'esercito francese
- Vittorio Emanuele II e Napoleone III alleati
- La riconoscenza e la pietà
- Magenta IV Giugno MDCCCLIX

Una finestrella circolare sta in cima all'edificio che è coperto di pietra beola. Si accede all'interno per quattro porte sormontate da una figura di donna che distribuisce corone d'alloro. L'interno ha forma di croce latina: le pareti sono ricoperte di lapidi di bronzo con i nomi dei caduti francesi. Una speciale è riservata al generale Espinasse, morto poco dopo la battaglia, un'altra è riservata al generale Clér, morto nel combattimento a Pontevecchio. Le lapidi vennero fuse a Milano, mentre la volta rappresenta un cielo stellato. Nel mezzo del pavimento si apre un foro circolare: da esso si scende nella cripta sotterranea le cui pareti sono tappezzate da ossa umane. Il numero di teschi passa i cinquemila. Due scheletri occupano una parte del suolo: quello di un ungherese e quello di uno zuavo francese. Una scala praticata nello spessore del pilastro, conduce alla sommità dell'edificio da dove si può osservare il panorama della città.
Il complesso venne inaugurato nel 1904 da Vittorio Emanuele III, alla presenza delle più alte autorità di governo e del sindaco di Magenta dell'epoca, il comm. Brocca. Nel 2009, in occasione dei 150 anni della battaglia, è stato completamente ristrutturato con il parco circostante.
Museo della battaglia di Magenta
Il Museo della battaglia di Magenta è uno spazio espositivo dedicato alla battaglia di Magenta. È ospitato all'interno di Casa Giacobbe ed è visitabile su prenotazione. Venne inaugurato il 23 aprile 2012. Il nucleo originario delle collezioni è formato dagli oggetti che la famiglia Giacobbe trovò all'interno della propria casa dopo il termine dello scontro: questa dimora fu infatti l'ultimo baluardo austriaco e fu testimone, per tale motivo, dell'assalto più cruento della battaglia di Magenta. La restante parte delle collezioni è costituita da oggetti raccolti sul campo di battaglia dagli abitanti di Magenta poco dopo la fine dello scontro.
Il monumento a Mac Mahon

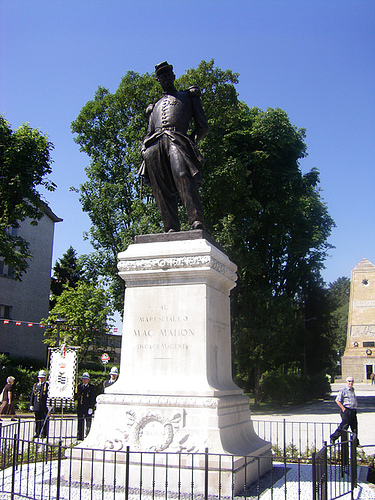
Monumento al Generale Mac Mahon dopo i restauri del 2009. La statua è stata riportata nella sua posizione originale nel parco.

All'indomani della morte del generale Mac Mahon, il parroco di Magenta, don Cesare Tragella e il sindaco Brocca, dopo aver presenziato alle esequie in Notre Dame a Parigi, prospettarono l'idea di dedicargli un monumento.
L'opera venne affidata allo scultore cremonese Luigi Secchi che la portò a compimento nel 1895, realizzando una statua in bronzo dell'altezza di tre metri. L'architetto Luca Beltrami, già autore del restauro del Castello Sforzesco di Milano, ha disegnato il piedistallo in pietra di Rezzato (alto tre metri e mezzo), che porta incisi sui tre lati luoghi e date di nascita e di morte del generale e degli altri alti ufficiali.
Alla cerimonia d'inaugurazione presenziarono rappresentanze italiane e francesi tra cui i rispettivi capi di Stato, Vittorio Emanuele III di Savoia ed Émile Loubet, occasione nella quale viene per l'appunto coniata una medaglia commemorativa dell'evento, ricavata dalle monete da 1 centesimo italiane, sovrastampate sul retro con l'effigie del presidente francese; sul davanti già figurava l'immagine di Vittorio Emanuele III.
In occasione della commemorazione del 150º anniversario della battaglia, l'amministrazione comunale ha predisposto che il monumento a Mac Mahon tornasse nella sua posizione originaria, al centro del monumentale viale che conduce ancora oggi all'ossario dei caduti e l'occasione ha consentito anche di riportare la scultura al suo antico splendore attraverso un accurato restauro che interessato anche l'ossario e il parco circostante.
Teatro Lirico

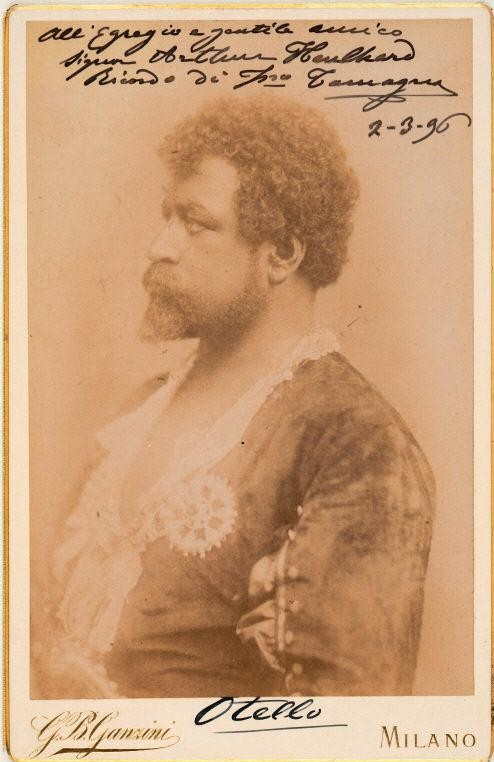
Francesco Tamagno il celebre tenore, primo "Otello" di Verdi, inaugurò il Teatro Lirico di Magenta nel 1904

L'idea del Teatro Sociale Lirico Drammatico si concretizzò quando alcuni appartenenti alla "Società 4 giugno 1859" acquistarono un terreno del Cav. Luigi Cassola sull'allora Corso Vittoria in Magenta. La maggior iniziativa vide in campo Gianfranco Giacobbe, ma il giorno precedente la prima adunanza degli azionisti, moriva in un incidente a Milano il 30 marzo 1902.
Fu l'avv. Giovanni Giacobbe, suo padre, che per ricordare il figlio e dar corpo ai desideri dei magentini riaccese l'iniziativa con cospicue donazioni. Il progetto fu affidato all'architetto Menni. La prima pietra venne posata il 7 marzo 1903 ed il teatro, inaugurato ufficialmente il 4 giugno 1904, era un tempo considerato l'anticamera del teatro milanese de La Scala. All'inaugurazione intervenne anche il tenore Francesco Tamagno, primo Otello di Giuseppe Verdi, che ne calcò per primo il palcoscenico con Adele Borghi ed Emilia Corsi, voci di primo piano della lirica di allora.
Il soffitto è decorato con un grande affresco di Giacomo Campi che rappresenta la visita di Arrigo VII a Magenta (fatto storico realmente accaduto nel 1310 - nel dipinto si può scorgere anche l'attuale campanile della chiesa di Santa Maria Assunta), sopra il quale si staglia un insieme armonico di nuvole, putti, poeti e l'esaltazione del teatro e delle manifestazioni artistiche ad esso collegate. Vi si distingue anche una rappresentazione della chiesa di Santa Maria Assunta, Dante Alighieri, Virgilio e un simpatico teatrino di marionette intitolato a Giuseppe Verdi.
Il teatro è stato recentemente restaurato nel 2004, in occasione del centenario dell'inaugurazione, e riportato al suo antico splendore con la proposta di una interessante stagione teatrale da rinnovarsi ogni anno, che comprende concerti, opera, brani di operetta e varietà.
Ospedale "Giuseppe Fornaroli"

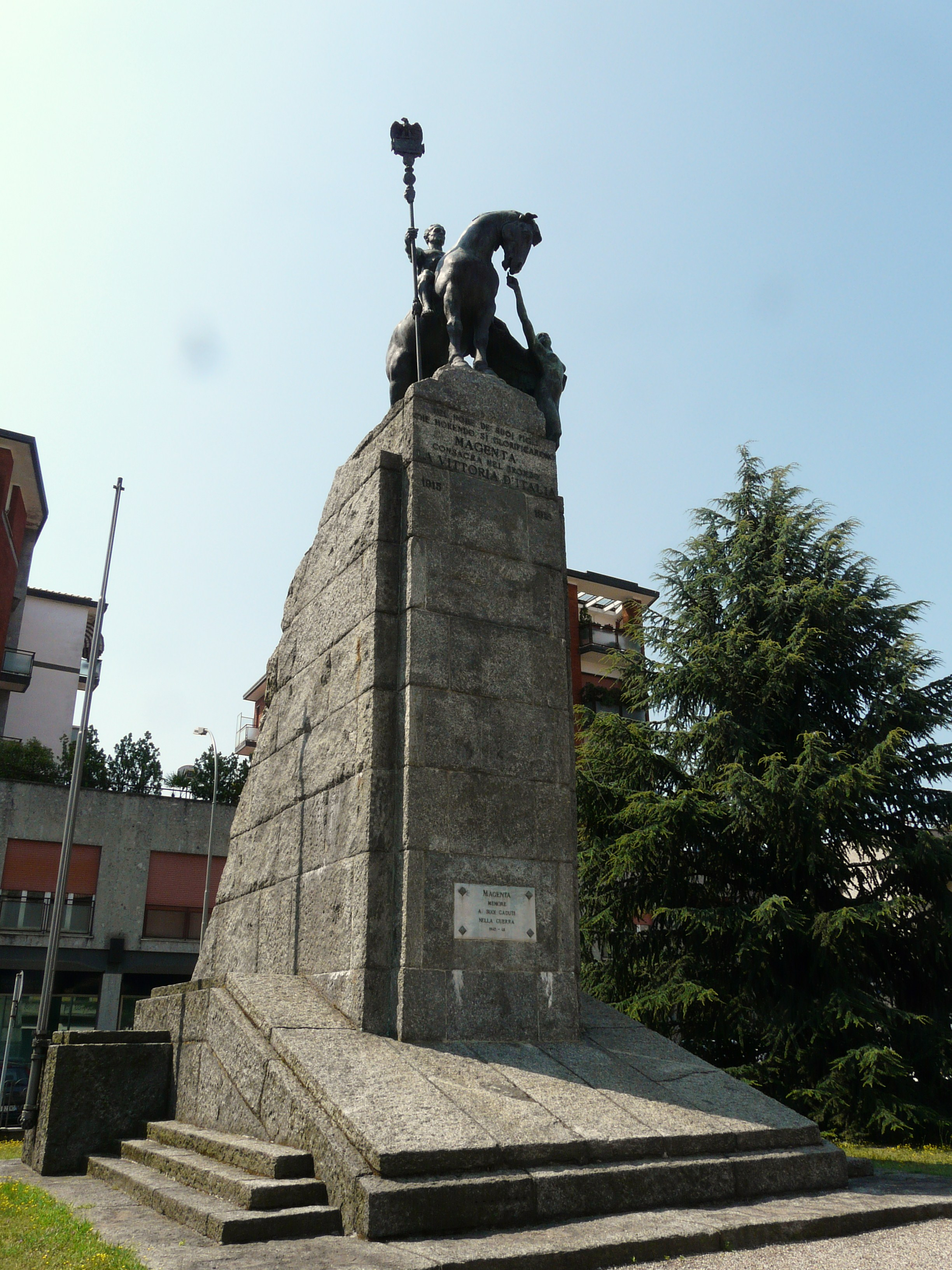
Il monumento ai caduti della prima guerra mondiale in piazza Vittorio Veneto

La fondazione dell'originaria struttura dell'ospedale, risale al 1876 quando il cav. Giovanni Giacobbe fece un'offerta di 20.000 lire a favore del comune, da spendere entro tre anni, per la costruzione di una struttura ospedaliera a vantaggio dei malati meno abbienti del comune. A questa azione benevola, si affiancò l'opera del Marchese Giuseppe Maria Mazenta, che proprio in quello stesso anno donò uno dei propri terreni, denominato "Vigna Rossa" per l'erezione del complesso ospedaliero. Il 2 dicembre 1877 venne posata la prima pietra dell'ospedale e il 25 luglio 1880 l'opera venne ufficialmente inaugurata anche se come semplice ambulatorio. Fu a partire dal 1896 che, grazie al benestante Giuseppe Fornaroli (deceduto in Milano, lasciando il proprio patrimonio all'ospedale ed all'asilo infantile di Magenta), che si poté compiere l'opera definitivamente. La struttura venne ampliata nel 1904 per dare spazio a nuove esigenze per i malati, sino agli anni settanta quando la struttura originaria venne dichiarata incapace di ospitare nuove degenze e la sede dell'ospedale venne costruita ex novo in un'area più consona. Lo stabile rimase pressoché abbandonato allo stato di rudere sino in tempi recenti quando parte di esso è stata ristrutturata e in gran parte abbattuta per far spazio ad una struttura medica per l'accoglienza degli anziani e per l'elaborazione di alcune analisi.
Monumento alla Vittoria e Cappella votiva

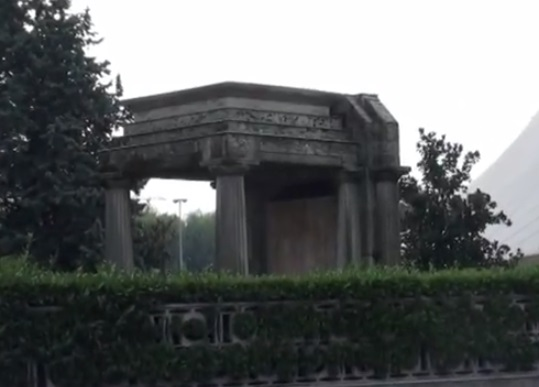
La cappella votiva di fronte al cimitero, opera dell'architetto Sommaruga

Con il nome di Cappella votiva si indica oggi a Magenta il piccolo tempietto dorico costruito dall'architetto magentino Ugo Maria Sommaruga nei pressi del locale camposanto, dopo una lunga infilata di 220 cipressi, a ricordare i caduti che la città di Magenta ha avuto nella Prima Guerra Mondiale. Il Monumento alla Vittoria, posto nell'attuale Piazza Vittorio Veneto, è un altro monumento ai caduti della Prima Guerra Mondiale, pregevole opera scultorea in bronzo dell'artista Giannino Castiglioni, consistente in un enorme blocco di pietra sul quale sta un altrettanto imponente gruppo bronzeo rappresentante appunto la divinizzazione della Vittoria. Entrambi i monumenti vennero inaugurati da Vittorio Emanuele III il 26 aprile 1925.
Monumento in memoria delle Foibe
In occasione della giornata per l'Unità Nazionale delle forze armate, gli Alpini hanno donato un monumento che ricorda i martiri delle foibe e le vittime dell'esilio giuliano dalmata dopo il 1945.
Cimitero
L'antico cimitero della città di Magenta era posto in prossimità della vecchia chiesa di San Martino, presso l'attuale Piazza Kennedy, da cui venne spostato nella locazione attuale probabilmente già in forza dell'Editto di Saint-Claude del 1804, ordine emanato da Napoleone Bonaparte che prevedeva che le sepolture fuori dai centri abitati per evitare l'insorgere di malattie ed infezioni. Il cimitero napoleonico fu quello che venne assaltato dalle truppe austriache nel disperato tentativo di difendere la posizione del magentino durante la Battaglia di Magenta del 1859.
A fine Ottocento, ad ogni modo, si rese necessario un ampliamento in particolare per la costruzione delle molte cappelle che ancora oggi si possono trovare al suo interno. Il complesso venne ulteriormente ampliato per intervento dell'architetto Ugo Maria Sommaruga nella prima metà del Novecento.
Parco Naturale "La Fagiana"

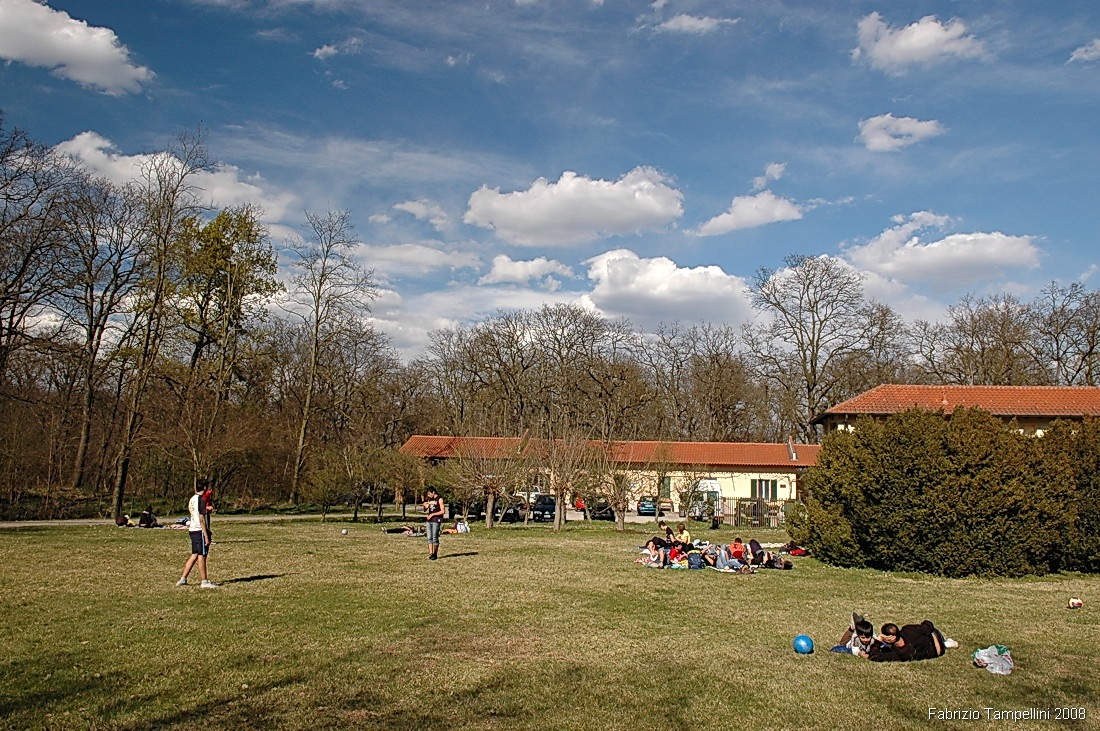
La residenza di caccia "La Fagiana".

Nata come residenza di caccia di Vittorio Emanuele II nella seconda metà dell'Ottocento, la tenuta "La Fagiana" si trova sul territorio del comune di Magenta, in località Ponte Vecchio. Vasta 1574 ettari (15,74 km²) ed estesa per una lunghezza di più di dieci chilometri sulla sponda sinistra del Ticino, da Casate a Robecco sul Naviglio, è divenuta una delle più importanti riserve della zona arricchendosi di numerosissime specie arboree e faunistiche. Al suo interno si trova un interessante Museo del Bracconaggio che racconta in parte la storia della caccia nel Ticino dal XV secolo sino ai giorni nostri. Le zone boschive sono corredate di stupendi viali per il passeggio e per le uscite in bicicletta.
Stabilimento "Saffa"
La Saffa (Società per Azioni Fabriche Riunite Fiammiferi) è stata un'azienda produttrice di fiammiferi tra le più importanti d'Italia e d'Europa. Attiva per 130 anni, dal 1871 al 2001, ha prodotto, oltre a fiammiferi di ogni tipologia, una linea di mobili disegnati da Giò Ponti e accendini per Cartier. È stata a lungo diretta dall'ingegner Pietro Molla, marito di santa Gianna Beretta Molla. Dopo la dismissione definitiva dello stabilimento, nel 2001, parte dell'archivio della SAFFA è stato recuperato e salvato dal macero grazie ad un ex dipendente.

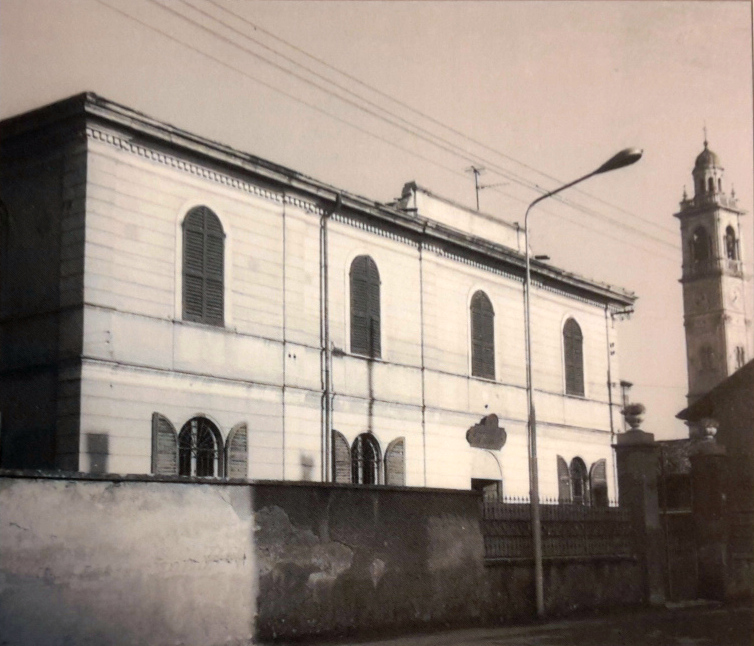
Asilo Giacobbe - La prima sede (1895)

Scuola "Giacobbe"
La scuola dell'infanzia "Agostina De Andrea Giacobbe" viene fondata nel 1895, come asilo infantile, grazie alla donazione della famiglia Giacobbe e riconosciuta nel maggio dello stesso anno dal Re Umberto I come Ente Morale, con il compito di accogliere ed educare i bambini più poveri del comune. Nel 1908 viene acquistata una villa a Pontevecchio, e nel 1914 inizia il primo anno scolastico nella frazione. Dal 1926 al 2000, chiamate da don Tragella, sono presenti le Suore della Carità di Ivrea con compiti educativi. Nel 1969 la prima sede del 1895 fa posto all'attuale plesso in via S. Crescenzia. Dal 1990 è istituzione di diritto privato gestita da un'associazione di genitori. Diviene scuola paritaria ed entra in convenzione con il comune di Magenta.
Nel 2015, in occasione dei 120 anni di fondazione, le viene riconosciuto il San Martino d’oro della città di Magenta.

## Cultura

### Eventi
- 3 febbraio: S.Biagio - fiera del bestiame e macchine agricole
- Prima domenica di giugno: rievocazione storica della Battaglia di Magenta
- Giugno Magentino: tutto il mese offre appuntamenti con l'arte, la cultura, la musica, il teatro, concerti d'organo e bandistici, saggi e tornei sportivi organizzati dalle associazioni cittadine.
- 16 agosto: S.Rocco - fiera di merci e bestiame
- 11 novembre: S.Martino - concerti ed assegnazione del premio "San Martino d'Oro" al magentino dell'anno.
- Novembre: "Magenta Jazz Festival"

Sul territorio operano poi una serie di associazioni per la promozione del territorio come la Pro Loco o l'associazione giovanile "Ragazzi di Magenta" che annualmente organizza l'evento "MAGENTART", una delle maggiori adunanze dell'area di talenti artistici, letterati e musicali. Tra i cinema cittadini, particolarmente attivo è il "Cinema Teatro Nuovo" che, su iniziativa dell'Associazione Culturale Ariel, nel 2005 ha avviato la rassegna teatrale "Ti Racconto Un Libro", ciclo annuale di narrazioni teatrali dedicate a grandi romanzi, premiata sin dalla prima edizione con una straordinaria presenza di pubblico.

### Attività musicali

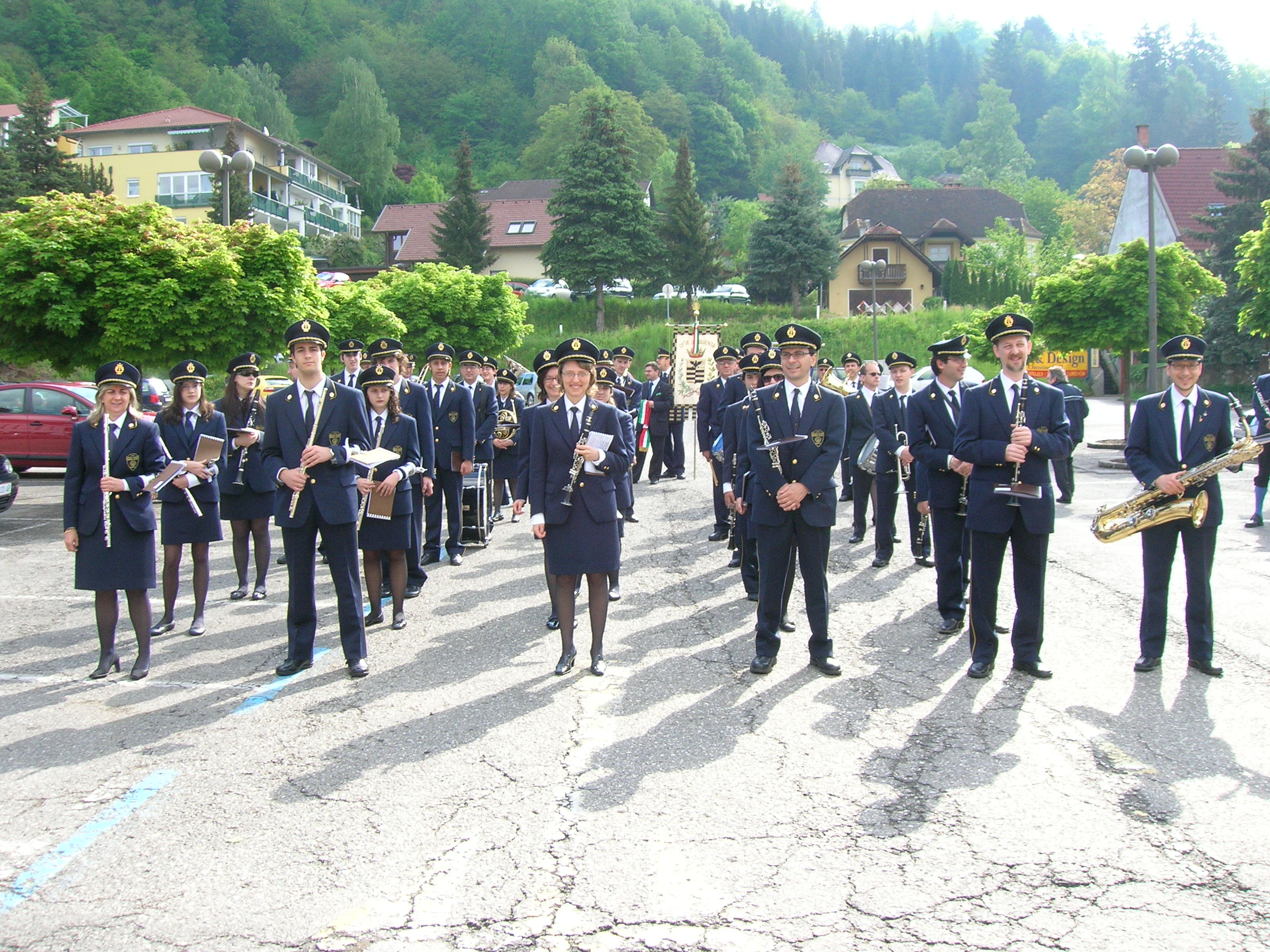
La formazione della Banda Civica di Magenta a Magenta (Francia) nel 2007

A Magenta, numerose sono le associazioni cittadine si occupano di musica come la "Maxentia Big Band ", il "Coro civico", la fanfara dei bersaglieri "Nino Garavaglia" e l'"orchestra Città di Magenta.
Sono inoltre presenti tre bande cittadine centenarie: la Banda Civica di Magenta, la banda "4 giugno 1859" e la banda "Santa Cecilia" di Ponte Vecchio di Magenta.

### Istruzione
Nella città sono presenti scuole di diverso ordine e grado. Partendo dalle scuole materne ed elementari, è possibile giungere fino al termine dell'istruzione media superiore.
Tra le scuole della città è possibile ricordare:
- Scuola dell'infanzia "Agostina De Andrea Giacobbe", in via S. Crescenzia, fondata nel 1895;
- Scuola dell'infanzia "Giuseppe Fornaroli", in via Isonzo nella frazione di Ponte vecchio, fondata nel 1914;
- Liceo classico "Salvatore Quasimodo" composto da liceo classico, linguistico, scienze umane e musicale;
- Liceo scientifico "Donato Bramante" con i corsi di liceo scientifico tradizionale, scienze applicate e scienze umane opzione economico sociale;
- Istituto di istruzione superiore "Luigi Einaudi" per la formazione di ragionieri amministrativi IGEA, ragionieri programmatori, geometri, con sede in Via Mazenta 51 e istituto per l'industria e l'artigianato "Leonardo da Vinci" con sede in Via Novara 107 per la formazione di tecnici meccanici, elettrici ed elettronici;
- "ASLAM", scuola professionale per termoidraulici e saldo-carpentieri, in via Mazenta;
- Istituto professionale di estetiste;
- Istituto professionale "Manzoni".

### Teatro
A Magenta hanno sede il Teatro Lirico, sorto nel 1904 per volontà del "Comitato del Teatro Sociale Lirico-Drammatico di Magenta" per essere destinato esclusivamente a rappresentazioni operistiche ed inaugurato di fatti da una esibizione del celebre tenore Francesco Tamagno. Sul territorio comunale è inoltre presente il Cinema Teatro Nuovo.

### Media

#### Stampa
Nel comune di Magenta hanno una redazione locale i quotidiani locali "Prima Milano Ovest" e "Altomilanese", oltre al quotidiano web "Ticino Notizie".

#### Radio
A Magenta ha sede Radio Magenta, nata nella primavera del 1983 dalle ceneri di Radio Ticino Music, una delle prime emittenti private italiane che trasmetteva il proprio segnale fino alla riva del Lago Maggiore già dal 1976. Dal 1995 Radio Magenta è entrato nel circuito radio InBlu..

## Società

### Evoluzione demografica
Abitanti censiti

### Etnie e minoranze straniere
Secondo i dati ISTAT al 1º gennaio 2022 la popolazione straniera residente era di 2 699 persone, costituenti l'11,2% della popolazione totale. Le nazionalità maggiormente rappresentate in base alla loro percentuale sul totale della popolazione residente sono:
1. Pakistan 415
2. Egitto 364
3. Albania 345
4. Romania 274
5. Ucraina 218
6. Kosovo 158
7. Marocco 118
8. Cina 85
9. Perù 74
10. Ecuador 64

Nei dati ufficiali non sono considerati gli stranieri irregolari. Secondo i dati dell'ultimo censimento (2011) la popolazione straniera di Magenta è aumentata del 2.9% rispetto al censimento precedente.

### Lingue e dialetti
A fianco dell'italiano, nel comune è relativamente diffusa la lingua lombarda nella sua variante dialettale magentina. Come gli altri dialetti della zona, anche il magentino fa parte della famiglia del lombardo occidentale. Alcuni studiosi vi hanno scorto tracce delle lingue dei popoli anteriori alla latinizzazione della regione, in particolare l'antico ligure e il gallico parlato dai Celti..

### Religione
| Religione                                           | Religione |  | Percentuale | Percentuale |
| --------------------------------------------------- | --------- |  | ----------- | ----------- |
| Cattolici                                           | Cattolici |  | 91.1        | 91.1        |
| Ortodossi                                           | Ortodossi |  | 4.8         | 4.8         |
| Islam                                               | Islam     |  | 3.5         | 3.5         |
| Buddhismo                                           | Buddhismo |  | 0.4         | 0.4         |
| Induismo                                            | Induismo  |  | 0.2         | 0.2         |
| Percentuale basata su un campione di 23.906 persone |           |  |             |             |

La maggioranza della popolazione è cattolica. L'immigrazione di cittadini comunitari ed extra-comunitari ha portato all'insediamento di minoranze di musulmani e ortodossi.
Nel comune sono presenti 5 parrocchie cattoliche appartenenti all'arcidiocesi di Milano. La chiesa più antica e di maggior rilievo è indubbiamente la basilica di San Martino.

### Istituzioni, enti e associazioni

#### Strutture sanitarie
La città di Magenta dispone di un ospedale inaugurato il 23 maggio 1970, oltre ad una propria Residenza Sanitaria Assistita per anziani e disabili.

## Economia
La città di Magenta deve gran parte del proprio sviluppo post-bellico alla presenza di molte industrie che vi hanno sedi distaccate o principali. Nella zona ovest e nord, si sono sviluppate due aree industriali distinte con attività commerciali annesse, tra cui le più note sono certamente la Novaceta, il Pastificio Castiglioni e la Molho Leone ferri zincati (prodotti per cancelleria e graffette).
Altre ditte si occupano della lavorazione del legno e della produzione di salumi ed insaccati.
Le principali attività economiche sono:
- Agricoltura: frumento e mais
- Industria metallurgica
- Industria alimentare
- Industria metalmeccanica

A Magenta nel 2021 risultava occupato il 92.6% dei residenti in età lavorativa.

## Infrastrutture e trasporti

### Strade
Magenta è attraversata dalla strada statale 11 Padana Superiore ed è punto di origine della strada statale 526 dell'Esticino per Pavia e della superstrada SS 336 dir per Malpensa.

### Ferrovie e tranvie
Magenta è dotata di una stazione posta sulla ferrovia Torino-Milano e servita con cadenza semioraria dai collegamenti denominati S6 del servizio ferroviario suburbano, svolti da Trenord nell'ambito del contratto di servizio stipulato con la Regione Lombardia, e dai regionali veloci Torino Porta Nuova - Milano Centrale con cadenza oraria.
Dal 1880 al 1957 la città ospitò inoltre il capolinea occidentale della tranvia Milano-Magenta, una delle tante linee di questo genere soprannominate Gamba de legn.

### Mobilità urbana
La città è servita da autolinee interurbane svolte da Stav, Movibus e Autoguidovie.

## Amministrazione

### Podestà durante ilRegno Lombardo Veneto
| nome              | carica  | dal  | al   | partito      | anno e luogo di nascita | anno e luogo di morte | note |
| ----------------- | ------- | ---- | ---- | ------------ | ----------------------- | --------------------- | ---- |
| Ludovico Conti    | podestà | 1840 | 1855 | Conservatore |                         |                       |      |
| Giacomo Carabelli | podestà | 1855 | 1861 | Conservatore |                         |                       |      |

### Sindaci durante ilRegno d'Italia
| nome                    | carica                  | dal         | al            | partito                     | anno e luogo di nascita | anno e luogo di morte | note |
| ----------------------- | ----------------------- | ----------- | ------------- | --------------------------- | ----------------------- | --------------------- | --- |
| Carlo Marinoni          | sindaco                 | 1861        | 1865          | Destra storica              | Magenta                 | Magenta               | |
| Giuseppe Busnelli       | sindaco                 | 1865        | 1889          | Destra storica              |                         |                       | Cavaliere dell'Ordine della Corona d'Italia                                                                          |
| C. Gennarini            | commissario prefettizio | 1889        | 1890          |                             |                         |                       | |
| Giuseppe Brocca         | sindaco                 | 1890        | 1912          | Destra storica              | Magenta                 | Magenta               | Commendatore dell'Ordine della Corona d'Italia, Console di Spagna a Milano e Cavaliere della Legion d'Onore Francese |
| Gianfranco Scotti       | commissario prefettizio | 1912        | 1912          |                             |                         |                       | |
| Giuseppe Ghislanzoni    | sindaco                 | 1912        | luglio 1913   | Destra storica              |                         | Magenta               | Cavaliere dell'Ordine della Corona d'Italia                                                                          |
| Ambrogio Cassola        | vicesindaco reggente    | luglio 1913 | dicembre 1913 | Destra storica              |                         |                       | |
| Achille Piccaluga       | sindaco                 | 1913        | 1919          | Destra storica              |                         |                       | Cavaliere dell'Ordine della Corona d'Italia                                                                          |
| Antonio Secchi          | commissario prefettizio | 1919        | 1920          |                             |                         |                       | |
| Camillo Formenti        | sindaco                 | 1920        | 1921          | Partito Socialista Italiano | Magenta                 | Magenta               | |
| Mario Facheris          | commissario prefettizio | 1921        | 1922          |                             |                         |                       | |
| Cesare Fontana          | sindaco                 | 1922        | 1922          | Partito Socialista Italiano | Magenta                 | Magenta               | |
| Enrico Campeis          | commissario prefettizio | 1922        | 1923          |                             |                         |                       | |
| Giuseppe Brocca         | podestà                 | 1923        | 1933          | PNF                         | Magenta                 | Magenta               | Commendatore dell'Ordine della Corona d'Italia e Console di Spagna a Milano Cavaliere della Legion d'Onore Francese  |
| Adolfo Mars             | commissario prefettizio | 1933        | 1933          |                             |                         |                       | |
| Guglielmo Giunti        | podestà                 | 1933        | 1944          | PNF                         |                         |                       | |
| Christoph von Hartungen | commissario prefettizio | 1944        | 1944          |                             |                         |                       | |
| Sebastiano La Perla     | commissario prefettizio | 1944        | 1945          |                             |                         |                       | |
| Giuseppe D'Alicandro    | commissario prefettizio | 1945        | 1945          |                             |                         |                       | |
| Enrico Njiszli          | commissario prefettizio | 1945        | 1945          |                             |                         |                       | |
| Antonio Fornaroli       | sindaco                 | 1945        | 1946          | Indipendente                | Magenta                 | Magenta               | |

### Sindaci durante laRepubblica Italiana
| nome                        | carica                  | dal            | al             | partito                                                                             | anno e luogo di nascita    | anno e luogo di morte | note |
| --------------------------- | ----------------------- | -------------- | -------------- | ----------------------------------------------------------------------------------- | -------------------------- | --------------------- | --- |
| Carlo Fontana               | sindaco                 | 1946           | 1956           | Partito Socialista Italiano                                                         | Magenta, 28-03-1890        | Magenta, 29-06-1959   | Si adoperò per l'elevazione di Magenta a città ottenendo il decreto nel 1947                             |
| Giuseppe Schiavone          | commissario prefettizio | 1956           | 1958           |                                                                                     |                            |                       | |
| Edoardo Panigati            | sindaco                 | 1958           | 1962           | Democrazia Cristiana                                                                | Magenta                    | Magenta               | Commendatore dell'Ordine al merito della Repubblica Italiana, Cavaliere dell'Ordine della Legion d'Onore |
| Mario Leone                 | sindaco                 | 1962           | 1964           | Democrazia Cristiana                                                                | Magenta                    | Magenta, 1994         | Già sindaco di Mesero dal 1957 al 1962                                                                   |
| Teresio Passoni             | sindaco                 | 1964           | 1970           | Democrazia Cristiana                                                                |                            |                       | |
| Giovanni Versetti           | sindaco                 | 1970           | 1972           | Democrazia Cristiana                                                                |                            |                       | |
| Ambrogio Colombo            | sindaco                 | 1972           | 1979           | Democrazia Cristiana                                                                | Magenta, 10-06-1935        |                       | poi Senatore della Repubblica Italiana                                                                   |
| Giuseppe Crestani           | sindaco                 | 1979           | 1982           | Democrazia Cristiana                                                                |                            |                       | |
| Gianluigi Fiameni           | sindaco                 | 1982           | 1983           | Democrazia Cristiana                                                                |                            |                       | |
| Alfredo Cattaneo            | sindaco                 | 1983           | 1988           | PSI                                                                                 | 1947                       | 2022                  | poi Assessore provinciale della Provincia di Milano                                                      |
| Sante Zuffada               | sindaco                 | 1988           | 1993           | Democrazia Cristiana                                                                | Borgo Littorio, 18-07-1944 |                       | poi Consigliere regionale in Lombardia e Senatore della Repubblica Italiana                              |
| Franco Benedetto Bertarelli | sindaco                 | 1993           | 1996           | Lega Lombarda                                                                       | Magenta, 18-09-1948        |                       | |
| Giuliana Maria Labria       | sindaco                 | 1996           | 2001           | L'Ulivo-PRC                                                                         | Magenta, 21-03-1961        |                       | |
| Michele Tortora             | commissario prefettizio | 2001           | 2002           |                                                                                     |                            |                       | |
| Luca Del Gobbo              | sindaco                 | 2002; 2007     | 2007; 2012     | Pdl-LN-UDC                                                                          | Magenta, 05-01-1964        |                       | poi Consigliere e Assessore regionale in Lombardia                                                       |
| Gianmarco Invernizzi        | sindaco                 | 21 maggio 2012 | 25 giugno 2017 | PD, Partito della Rifondazione Comunista e Partito dei Comunisti Italiani, IdV, SEL | Cisliano, 18-01-1951       |                       | |
| Chiara Calati               | sindaco                 | 25 giugno 2017 | 26 giugno 2022 | FI-LN-NCD                                                                           | Magenta, 1975              |                       | |
| Luca Del Gobbo              | sindaco                 | 26 giugno 2022 |                | Lista Civica Luca Del Gobbo - FI-Lega Salvini Premier -FDI                          | Magenta, 05-01-1964        |                       | già Consigliere e Assessore regionale in Lombardia                                                       |

### Gemellaggi
- Magenta
- Sant'Anna di Stazzema[69]

## Sport

### Calcio
La principale squadra di calcio della città è l'A.C Magenta, che milita in Eccellenza.
Nata nel 1945, ha la propria sede sportiva presso lo stadio comunale della città, disposto alla periferia del centro abitato, dotato di una grande tribuna a gradinata in grado di ospitare un migliaio di spettatori. Sul territorio comunale sono presenti anche altri campi da gioco regolamentari ma senza gradinate che sono però utilizzati perlopiù come campi di allenamento.
Dalla seconda metà degli anni '20 e sino alla metà degli anni '50 era presente una seconda squadra di calcio della frazione di Ponte Nuovo.